# Championnat de France de hockey sur glace 2008-2009
Saison précédente Saison suivante
La saison 2008-2009 est la 88e saison du championnat de France de hockey sur glace.

## Ligue Magnus

### Contexte
| Amiens Angers Briançon Chamonix Dijon Épinal Grenoble Mont-Blanc Morzine Neuilly Rouen Strasbourg Tours Villard |

Quatorze équipes sont engagées dans la compétition qui se déroule entre le 13 septembre 2008 et le 21 février 2009 :
- Gothiques d'Amiens
- Ducs d'Angers
- Diables rouges de Briançon
- Chamois de Chamonix
- Ducs de Dijon
- Dauphins d'Épinal
- Brûleurs de loups de Grenoble
- Avalanche Mont-Blanc
- Pingouins de Morzine
- Bisons de Neuilly-sur-Marne promu de Division 1
- Dragons de Rouen
- Étoile noire de Strasbourg
- Diables noirs de Tours
- Ours de Villard-de-Lans

Lors de la première phase, les équipes se rencontrent en simple aller-retour ; un classement de 1 à 14 est établi. Les quatre premières équipes sont qualifiées directement pour le quarts-de-finale des play-off. Les équipes classées de cinq à douze disputent les huitièmes de finale selon le principe suivant : 5-12, 6-11, 7-10 et 8-9. Les équipes se rencontrent au meilleur des trois matchs pour les huitièmes puis en cinq matchs pour la suite de la compétition. Enfin, les deux dernières équipes du classement se rencontrent au meilleur des cinq matchs. L’équipe perdante est rétrogradée en Division 1 et est remplacée par le champion de la Division 1.

### Résultats de la saison régulière
| Domicile / Extérieur | Amiens  | Angers  | Briançon | Chamonix | Dijon  | Épinal | Grenoble | Mont-Blanc | Morzine | Neuilly-sur Marne | Rouen  | Strasbourg | Tours | Villard |
| -------------------- | ------- | ------- | -------- | -------- | ------ | ------ | -------- | ---------- | ------- | ----------------- | ------ | ---------- | ----- | ------- |
| Amiens               |         | 7-3     | 3-4      | 5-2      | 9-3    | 11-0   | 1-2      | 5-2        | 6-4     | 6-5               | 3-5    | 5-4 ap     | 1-2   | 4-0     |
| Angers               | 1-7     |         | 3-5      | 12-1     | 5-3    | 3-2 ap | 1-7      | 12-2       | 8-7     | 6-3               | 5-4    | 7-5        | 4-3   | 4-1     |
| Briançon             | 3-2     | 5-2     |          | 9-5      | 6-5    | 11-3   | 6-2      | 10-2       | 4-2     | 11-3              | 4-3    | 8-1        | 2-0   | 9-3     |
| Chamonix             | 2-5     | 1-5     | 2-7      |          | 3-2 ap | 1-8    | 3-9      | 3-2 tab    | 5-4 ap  | 5-2               | 3-4    | 6-3        | 0-3   | 5-3     |
| Dijon                | 4-11    | 3-11    | 1-4      | 3-2      |        | 3-7    | 3-4 ap   | 7-1        | 2-4     | 6-4               | 2-4    | 2-3        | 7-5   | 1-4     |
| Épinal               | 4-6     | 4-5     | 6-5 ap   | 9-2      | 5-2    |        | 5-6 ap   | 4-1        | 2-3     | 6-4               | 2-6    | 2-3 ap     | 5-1   | 3-2     |
| Grenoble             | 2-1     | 5-4 ap  | 0-3      | 6-4      | 5-3    | 3-2    |          | 6-1        | 5-2     | 8-1               | 3-5    | 3-1        | 8-2   | 6-2     |
| Mont-Blanc           | 6-7     | 4-6     | 3-4      | 3-6      | 2-6    | 1-5    | 1-4      |            | 2-3     | 4-2               | 1-4    | 1-0        | 1-5   | 1-3     |
| Morzine              | 5-6 ap  | 1-2     | 2-4      | 5-2      | 2-1 ap | 3-4 ap | 3-8      | 1-6        |         | 9-3               | 1-7    | 1-4        | 8-2   | 4-1     |
| Neuilly-sur-Marne    | 5-8     | 3-6     | 0-12     | 5-4      | 4-3 ap | 4-1    | 1-7      | 9-4        | 2-5     |                   | 2-3    | 4-3        | 2-4   | 3-4     |
| Rouen                | 5-3     | 4-3     | 7-4      | 9-3      | 3-0    | 4-7    | 4-3 ap   | 7-0        | 3-5     | 10-1              |        | 5-2        | 8-0   | 4-5     |
| Strasbourg           | 4-3 tab | 5-7     | 0-5      | 7-2      | 5-3    | 6-0    | 3-5      | 2-3 ap     | 3-0     | 4-2               | 1-4    |            | 2-5   | 5-4 ap  |
| Tours                | 6-4     | 3-4 tab | 0-2      | 6-7 ap   | 6-4    | 4-3 ap | 4-5      | 6-7 ap     | 4-5     | 4-8               | 3-4 ap | 4-6        |       | 4-1     |
| Villard-de-Lans      | 5-6 ap  | 0-4     | 1-5      | 5-4 ap   | 6-0    | 1-3    | 2-3      | 4-7        | 4-3     | 7-3               | 4-3 ap | 2-3        | 6-1   |         |

|  | Victoire à domicile |  | Victoire à l'extérieur | ap : Après prolongation | tab : aux tirs au but |

| Clt   | Équipe                        | PJ | V  | VP | D  | DP | BP  | BC  | Diff | Pts |
| ----- | ----------------------------- | -- | -- | -- | -- | -- | --- | --- | ---- | --- |
| +001, | Diables Rouges de Briançon    | 26 | 23 | 1  | 1  | 1  | 152 | 61  | 91   | 49  |
| +002, | Brûleurs de loups de Grenoble | 26 | 19 | 3  | 3  | 1  | 125 | 68  | 57   | 45  |
| +003, | Dragons de Rouen              | 26 | 18 | 2  | 4  | 2  | 129 | 70  | 59   | 42  |
| +004, | Ducs d'Angers                 | 26 | 17 | 2  | 6  | 1  | 133 | 95  | 38   | 39  |
| +005, | Gothiques d'Amiens            | 26 | 14 | 3  | 8  | 1  | 135 | 88  | 47   | 35  |
| +006, | Dauphins d'Épinal             | 26 | 11 | 2  | 9  | 4  | 103 | 101 | 2    | 30  |
| +007, | Étoile noire de Strasbourg    | 26 | 9  | 3  | 11 | 3  | 87  | 94  | -7   | 26  |
| +008, | Pingouins de Morzine          | 26 | 10 | 1  | 12 | 3  | 92  | 100 | -8   | 25  |
| +009, | Ours de Villard-de-Lans       | 26 | 8  | 2  | 14 | 2  | 80  | 99  | -19  | 22  |
| +010, | Diables Noirs de Tours        | 26 | 8  | 1  | 13 | 4  | 87  | 114 | -27  | 22  |
| +011, | Chamois de Chamonix           | 26 | 4  | 4  | 17 | 1  | 83  | 141 | -58  | 17  |
| +012, | Ducs de Dijon                 | 26 | 5  | 0  | 17 | 4  | 79  | 125 | -46  | 14  |
| +013, | Avalanche Mont-Blanc          | 26 | 3  | 3  | 19 | 1  | 69  | 132 | -63  | 13  |
| +014, | Bisons de Neuilly-sur-Marne   | 26 | 5  | 1  | 20 | 0  | 85  | 151 | -66  | 12  |

- champion
- qualifié directement pour les quarts de finale
- barrage de qualification
- barrage de descente

### Play-offs

#### Tableau
|  | Tour préliminaire | Tour préliminaire       | Tour préliminaire             |                            |                            | Quarts de finale              | Quarts de finale | Quarts de finale              |   |  | Demi-finales | Demi-finales | Demi-finales               |   |  | Finale | Finale | Finale |
|  |                   |                         |                               |                            |                            |                               |                  |                               |   |  |              |              |                            |   |  |        |        |        |
|  | 8                 | Pingouins de Morzine    | 2                             |                            |                            |                               |                  |                               |   |  |              |              |                            |   |  |        |        |        |
|  | 9                 | Ours de Villard-de-Lans | 1                             |                            |                            |                               |                  |                               |   |  |              |              |                            |   |  |        |        |        |
|  | 9                 | Ours de Villard-de-Lans | 1                             |                            | 1                          | Diables Rouges de Briançon    | 3                |                               |   |  |              |              |                            |   |  |        |        |        |
|  |                   |                         |                               |                            | 1                          | Diables Rouges de Briançon    | 3                |                               |   |  |              |              |                            |   |  |        |        |        |
|  |                   |                         | 8                             | Pingouins de Morzine       | 0                          |                               |                  |                               |   |  |              |              |                            |   |  |        |        |        |
|  |                   |                         | 8                             | Pingouins de Morzine       | 0                          |                               |                  |                               |   |  |              |              |                            |   |  |        |        |        |
|  |                   |                         |                               |                            |                            |                               |                  |                               |   |  |              |              |                            |   |  |        |        |        |
|  |                   |                         |                               |                            |                            |                               |                  |                               |   |  |              |              |                            |   |  |        |        |        |
|  |                   |                         |                               |                            |                            |                               | 1                | Diables Rouges de Briançon    | 3 |  |              |              |                            |   |  |        |        |        |
|  |                   |                         |                               |                            |                            |                               |                  |                               | 3 |  |              |              |                            |   |  |        |        |        |
|  |                   | 4                       | Ducs d'Angers                 | 2                          |                            |                               |                  |                               |   |  |              |              |                            |   |  |        |        |        |
|  | 5                 | 4                       | Ducs d'Angers                 | 2                          | Gothiques d'Amiens         | 2                             |                  |                               |   |  |              |              |                            |   |  |        |        |        |
|  | 5                 |                         |                               |                            | Gothiques d'Amiens         | 2                             |                  |                               |   |  |              |              |                            |   |  |        |        |        |
|  | 12                | Ducs de Dijon           | 1                             |                            |                            |                               |                  |                               |   |  |              |              |                            |   |  |        |        |        |
|  | 12                | Ducs de Dijon           | 1                             |                            | 4                          | Ducs d'Angers                 | 3                |                               |   |  |              |              |                            |   |  |        |        |        |
|  |                   |                         |                               |                            | 4                          | Ducs d'Angers                 | 3                |                               |   |  |              |              |                            |   |  |        |        |        |
|  |                   |                         | 5                             | Gothiques d'Amiens         | 2                          |                               |                  |                               |   |  |              |              |                            |   |  |        |        |        |
|  |                   |                         | 5                             | Gothiques d'Amiens         | 2                          |                               |                  |                               |   |  |              |              |                            |   |  |        |        |        |
|  |                   |                         |                               |                            |                            |                               |                  |                               |   |  |              |              |                            |   |  |        |        |        |
|  |                   |                         |                               |                            |                            |                               |                  |                               |   |  |              |              |                            |   |  |        |        |        |
|  |                   |                         |                               |                            |                            |                               |                  |                               |   |  |              | 1            | Diables Rouges de Briançon | 1 |  |        |        |        |
|  |                   |                         |                               |                            |                            |                               |                  |                               |   |  |              |              |                            |   |  |        |        |        |
|  |                   | 2                       | Brûleurs de loups de Grenoble | 3                          |                            |                               |                  |                               |   |  |              |              |                            |   |  |        |        |        |
|  | 7                 | 2                       | Brûleurs de loups de Grenoble | 3                          | Étoile noire de Strasbourg | 2                             |                  |                               |   |  |              |              |                            |   |  |        |        |        |
|  | 7                 |                         |                               |                            | Étoile noire de Strasbourg | 2                             |                  |                               |   |  |              |              |                            |   |  |        |        |        |
|  | 10                | Diables Noirs de Tours  | 0                             |                            |                            |                               |                  |                               |   |  |              |              |                            |   |  |        |        |        |
|  | 10                | Diables Noirs de Tours  | 0                             |                            | 2                          | Brûleurs de loups de Grenoble | 3                |                               |   |  |              |              |                            |   |  |        |        |        |
|  |                   |                         |                               |                            | 2                          | Brûleurs de loups de Grenoble | 3                |                               |   |  |              |              |                            |   |  |        |        |        |
|  |                   |                         | 7                             | Étoile noire de Strasbourg | 1                          |                               |                  |                               |   |  |              |              |                            |   |  |        |        |        |
|  |                   |                         | 7                             | Étoile noire de Strasbourg | 1                          |                               |                  |                               |   |  |              |              |                            |   |  |        |        |        |
|  |                   |                         |                               |                            |                            |                               |                  |                               |   |  |              |              |                            |   |  |        |        |        |
|  |                   |                         |                               |                            |                            |                               |                  |                               |   |  |              |              |                            |   |  |        |        |        |
|  |                   |                         |                               |                            |                            |                               | 2                | Brûleurs de loups de Grenoble | 3 |  |              |              |                            |   |  |        |        |        |
|  |                   |                         |                               |                            |                            |                               |                  |                               | 3 |  |              |              |                            |   |  |        |        |        |
|  |                   | 3                       | Dragons de Rouen              | 0                          |                            |                               |                  |                               |   |  |              |              |                            |   |  |        |        |        |
|  | 6                 | 3                       | Dragons de Rouen              | 0                          | Dauphins d'Épinal          | 2                             |                  |                               |   |  |              |              |                            |   |  |        |        |        |
|  | 6                 |                         |                               |                            | Dauphins d'Épinal          | 2                             |                  |                               |   |  |              |              |                            |   |  |        |        |        |
|  | 11                | Chamois de Chamonix     | 1                             |                            |                            |                               |                  |                               |   |  |              |              |                            |   |  |        |        |        |
|  | 11                | Chamois de Chamonix     | 1                             |                            | 3                          | Dragons de Rouen              | 3                |                               |   |  |              |              |                            |   |  |        |        |        |
|  |                   |                         |                               |                            | 3                          | Dragons de Rouen              | 3                |                               |   |  |              |              |                            |   |  |        |        |        |
|  |                   |                         | 6                             | Dauphins d'Épinal          | 0                          |                               |                  |                               |   |  |              |              |                            |   |  |        |        |        |
|  |                   |                         | 6                             | Dauphins d'Épinal          | 0                          |                               |                  |                               |   |  |              |              |                            |   |  |        |        |        |
|  |                   |                         |                               |                            |                            |                               |                  |                               |   |  |              |              |                            |   |  |        |        |        |

#### Résultats des rencontres

##### Tour préliminaire
Morzine contre Villard-de-Lans
| mardi 24 février 2009 | Ours de Villard-de-Lans | 5-2 (1-0, 1-1, 3-1) | Pingouins de Morzine | Patinoire André Ravix 1 120 spectateurs |

| Feuille de match | Feuille de match | Feuille de match            | Feuille de match                                                                                           | Feuille de match     |
| ---------------- | --- | --------------------------- | --- | -------------------- |
|                  | T. Sage Vallier (R. Carry, C. Papa) - 18 min 21 s T. Sage Vallier (D. Sedlák) (SN) - 21 min 23 s M. Le Blond (T. Sage Vallier, D. Sedlák) (SN) - 45 min 52 s D. Sedlák (T. Sykkö) - 56 min 20 s T. Sage Vallier (R. Carry) (CV) - 59 min 49 s | 1-0 2-0 2-1 3-1 4-1 4-2 5-2 | J. Lebey (C. Trabichet, M. Michaud) - 22 min 26 s L. Gras (B. Dieudé-Fauvel, M. Brodin) (SN) - 58 min 30 s | Arbitrage : D. Velay |
| Florian Hardy    | Gardiens | Pascal Favarin              | | Arbitrage : D. Velay |
| 12 min           | Pénalités | 10 min                      | | Arbitrage : D. Velay |
|                  | |                             | | Arbitrage : D. Velay |

| vendredi 27 février 2009 | Pingouins de Morzine | 5-1 (1-0, 2-1, 2-0) | Ours de Villard-de-Lans | Le Parc des sports 808 spectateurs |

| Feuille de match | Feuille de match | Feuille de match        | Feuille de match                                     | Feuille de match             |
| ---------------- | --- | ----------------------- | ---------------------------------------------------- | ---------------------------- |
|                  | M. Brodin (M. Rozenthal, M. Jestin) (SN) - 1 min 37 s L. Tardif (A. Hascoët) (SN) - 25 min 42 s L. Gras (M. Brodin) (SN) - 35 min 15 s M. Rozenthal (L. Gras, N. Pousset) - 42 min 39 s L. Tardif (F. Rozenthal, J. Zwikel) 59 min 32 s | 1-0 1-1 2-1 3-1 4-1 5-1 | C. Papa (T. Lemoine, N. Antonoff) (IN) - 21 min 19 s | Arbitrage : Jimmy Bergamelli |
| Florian Hardy    | Gardiens | Pascal Favarin          |                                                      | Arbitrage : Jimmy Bergamelli |
| 18 min           | Pénalités | 18 min                  |                                                      | Arbitrage : Jimmy Bergamelli |
|                  | |                         |                                                      | Arbitrage : Jimmy Bergamelli |

| samedi 28 février 2009 | Pingouins de Morzine | 3-2 (2-1, 0-0, 1-1) | Ours de Villard-de-Lans | Le Parc des sports 904 spectateurs |

| Feuille de match | Feuille de match | Feuille de match    | Feuille de match                                                       | Feuille de match        |
| ---------------- | --- | ------------------- | ---------------------------------------------------------------------- | ----------------------- |
|                  | J. Zwikel (L. Tardif, F. Rozenthal) 2 min 25 s N. Pousset (F. Rozenthal) (SN) 5 min 36 s M. Mille (J. Zwikel) 40 min 49 s | 0-1 1-1 2-1 3-1 3-2 | B. Birkeland (N. Favarin) (SN) 2 min 07 s A. Lefebvre (SN) 43 min 17 s | Arbitrage : B. Colleoni |
| F. Hardy         | Gardiens | P. Favarin          |                                                                        | Arbitrage : B. Colleoni |
| 4 min            | Pénalités | 14 min              |                                                                        | Arbitrage : B. Colleoni |
|                  | |                     |                                                                        | Arbitrage : B. Colleoni |

Amiens contre Dijon
| mardi 24 février 2009 | Ducs de Dijon | 3-2 (pr) (1-0, 1-1, 0-1, 1-0) | Gothiques d'Amiens | Patinoire Trimolet 720 spectateurs |

| Feuille de match | Feuille de match                                                                                      | Feuille de match      | Feuille de match                                                                             | Feuille de match        |
| ---------------- | --- | --------------------- | -------------------------------------------------------------------------------------------- | ----------------------- |
|                  | A. Guttig (M. Kristín) (SN) - 9 min 36 s A. Guttig (M. Kristín) - 26 min 05 s T. Decock - 67 min 16 s | 1-0 2-0 2-1 2-2 3-2   | L. Sadoun (P. Kowalczyk, M. Pažák) (2 x SN) - 38 min 56 s M. Pažák (J. Marcos) - 55 min 22 s | Arbitrage : B. Colleoni |
| Radovan Hurajt   | Gardiens                                                                                              | Henry Corentin Buysse |                                                                                              | Arbitrage : B. Colleoni |
| 69 min           | Pénalités                                                                                             | 42 min                |                                                                                              | Arbitrage : B. Colleoni |
|                  | |                       |                                                                                              | Arbitrage : B. Colleoni |

| vendredi 27 février 2009 | Gothiques d'Amiens | 4-3 (pr) (0-1, 2-2, 1-0, 1-0) | Ducs de Dijon | Coliséum 2 400 spectateurs |

| Feuille de match      | Feuille de match | Feuille de match            | Feuille de match                                                                                          | Feuille de match      |
| --------------------- | --- | --------------------------- | --- | --------------------- |
|                       | M. Paquet (M. Amado) (SN) - 22 min 46 s P. Kowalczyk (M. Pažák, L. Sadoun) (SN) - 34 min 23 s J. Marcos (T. Roussel, M. Pažák) (SN) - 52 min 53 s M. Pažák (CV) - 70 min 01 s | 0-1 0-2 1-2 1-3 2-3 3-3 4-3 | L. Mazerolle - 19 min 47 s A. Gillet (M. Seguy) - 20 min 51 s L. Mazerolle (A. Gillet) (SN) - 25 min 44 s | Arbitrage : N. Barbez |
| Henry Corentin Buysse | Gardiens | Radovan Hurajt              | | Arbitrage : N. Barbez |
| 18 min                | Pénalités | 40 min                      | | Arbitrage : N. Barbez |
|                       | |                             | | Arbitrage : N. Barbez |

| samedi 28 février 2009 | Gothiques d'Amiens | 8-0 (2-0, 5-0, 1-0) | Ducs de Dijon | Coliséum |

| Feuille de match | Feuille de match | Feuille de match                | Feuille de match | Feuille de match        |
| ---------------- | --- | ------------------------------- | ---------------- | ----------------------- |
|                  | G. Beron (P. Kowalczyk) - 2 min 45 s L. Sadoun (M. Pažák, P. Kowalczyk) (SN) 5 min 16 s M. Pažák (L. Sadoun, B. Henderson) (SN) - 21 min 08 s P-L. Émond (M. Amado) - 21 min 31 s M. Paquet (J. Marcos) - 29 min 03 s M. Paquet (M. Amado) (SN) - 36 min 03 s L. Sadoun (J-P. Glaude, Y.Offret) - 39 min 59 s M. Paquet (P.L Émond, J-P. Glaude) - 59 min 47 s | 1-0 2-0 3-0 4-0 5-0 6-0 7-0 8-0 |                  | Arbitrage : A. Hauchart |
| H.C Buysse       | Gardiens | R. Hurajt                       |                  | Arbitrage : A. Hauchart |
| 16 min           | Pénalités | 38 min                          |                  | Arbitrage : A. Hauchart |
|                  | |                                 |                  | Arbitrage : A. Hauchart |

Strasbourg contre Tours
| mardi 24 février 2009 | Diables Noirs de Tours | 3-4 (0-2, 1-2, 2-0) | Étoile noire de Strasbourg | Patinoire de Tours 1 200 spectateurs |

| Feuille de match | Feuille de match                                                                                | Feuille de match            | Feuille de match | Feuille de match       |
| ---------------- | ----------------------------------------------------------------------------------------------- | --------------------------- | --- | ---------------------- |
|                  | D.Noel (S.Kaye, J.Drzik) [5-4] 24 min 57 s M.Tessier 40 min 54 s A.Saul (M.Tessier) 45 min 19 s | 0-1 0-2 1-2 1-3 1-4 2-4 3-4 | J.Lehtisalo (P.A. Devin, M.Dirnbach) 1 min 14 s S.Pelletier (D.Brissette Cayer,B.Martin) [5-4] 19 min 51 s M.Dirnbach (P.A. Devin, J.Lehtisalo) 29 min 08 s J.Lehtisalo (P.A. Devin, P.Resetka) [5-4] 34 min 33 s | Arbitrage : A.Bourreau |
| Adam Russo       | Gardiens                                                                                        | Vladimír Hiadlovský         | | Arbitrage : A.Bourreau |
| 28 min           | Pénalités                                                                                       | 20 min                      | | Arbitrage : A.Bourreau |
|                  |                                                                                                 |                             | | Arbitrage : A.Bourreau |

| vendredi 27 février 2009 | Étoile noire de Strasbourg | 3-1 (1-1, 0-0, 2-0) | Diables Noirs de Tours | L'Iceberg 1 950 spectateurs |

| Feuille de match    | Feuille de match                     | Feuille de match | Feuille de match                                                                       | Feuille de match          |
| ------------------- | ------------------------------------ | ---------------- | -------------------------------------------------------------------------------------- | ------------------------- |
|                     | M.Tessier (D.Noel) [5-4] 12 min 02 s | 0-1 1-1 2-1 3-1  | P.A. Devin 15 min 32 s M.Cesnek (Y.Riendeau) 51 min 54 s J.Lehtisalo [4-5] 59 min 38 s | Arbitrage : M.Mendlowictz |
| Vladimír Hiadlovský | Gardiens                             | Adam Russo       |                                                                                        | Arbitrage : M.Mendlowictz |
| 8 min               | Pénalités                            | 28 min           |                                                                                        | Arbitrage : M.Mendlowictz |
|                     |                                      |                  |                                                                                        | Arbitrage : M.Mendlowictz |

Épinal contre Chamonix
| mardi 24 février 2009 | Chamois de Chamonix | 5-2 (0-0, 2-2, 3-0) | Dauphins d'Épinal | Centre sportif Richard-Bozon 612 spectateurs |

| Feuille de match | Feuille de match | Feuille de match            | Feuille de match                                                                                        | Feuille de match          |
| ---------------- | --- | --------------------------- | --- | ------------------------- |
|                  | A.Torgersson (F. Veydarier, T.Geffroy)[5-3] 26 min 02 s V.Kara 35 min 08 s A.Kevorkian (R.Aimonetto) 55 min 25 s T.Geffroy (E.Tobiasson Harris,J.Cesky) 55 min 49 s R.Aimonetto (V.Kara) 58 min 48 s | 1-0 1-1 2-1 2-2 3-2 4-2 5-2 | J. Plch (B.Quessandier, J.Simko) [4-5] 29 min 46 s I.Salmivirta (G.Chassard,M.Petrak) [5-4] 39 min 52 s | Arbitrage : J. Bergamelli |
| Sami Heinonen    | Gardiens | Eero Vars                   | | Arbitrage : J. Bergamelli |
| 14 min           | Pénalités | 12 min                      | | Arbitrage : J. Bergamelli |
|                  | |                             | | Arbitrage : J. Bergamelli |

| vendredi 27 février 2009 | Dauphins d'Épinal | 8-5 (1-0, 2-3, 5-2) | Chamois de Chamonix | Patinoire de Poissompré 1 002 spectateurs |

| Feuille de match | Feuille de match | Feuille de match                                    | Feuille de match | Feuille de match       |
| ---------------- | --- | --------------------------------------------------- | --- | ---------------------- |
|                  | J.Plch (G.Chassard, I.Salmivirta) [5-4] 14 min 01 s M.Petrak (J.Plch) 25 min 06 s G.Chassard (S.Gervais, M.Petrak) [5-4] 32 min 20 s I.Salmivirta 44 min 07 s J.Plch (M.Petrak) [4-5] 49 min 27 s M.Petrak (S.Gervais) [5-4] 58 min 02 s J.Simko (F.Leroy, G.Chassard) 58 min 29 s M.Petrak (P.Slovak) [Cage vide] 59 min 24 s | 1-0 2-0 2-1 2-2 3-2 3-3 4-3 4-4 5-4 5-5 6-5 7-5 8-5 | A.Kevorkian (V.Kara, R.Aimonetto) 26 min 01 s V.Kara (R.Aimonetto) 31 min 07 s J.Cesky (E.Tobiasson Harris) 37 min 26 s E.Tobiasson Harris(A.Togersson, T.Geffroy) [5-3]49 min 10 s Aram Kevorkian (F.Veydarier) [5-4] 55 min 14 s | Arbitrage : A.Bourreau |
| Stanislav Petrík | Gardiens | Sami Heinonen                                       | | Arbitrage : A.Bourreau |
| 26 min           | Pénalités | 32 min                                              | | Arbitrage : A.Bourreau |
|                  | |                                                     | | Arbitrage : A.Bourreau |

| samedi 28 février 2009 | Dauphins d'Épinal | 6-3 (2-0, 1-2, 3-1) | Chamois de Chamonix | Patinoire de Poissompré 1 188 spectateurs |

| Feuille de match | Feuille de match | Feuille de match                    | Feuille de match | Feuille de match          |
| ---------------- | --- | ----------------------------------- | --- | ------------------------- |
|                  | K.Sundqvist (P.Slovak,J.Simko) [5-4] 9 min 20 s G.Chassard (S.Gervais,M.Petrak) [5-4] 16 min 51 s J.Plch (I.Salmivirta) 25 min 06 s J.Plch 51 min 49 s M.Petrak 52 min 58 s R.Caicco [4-5] 56 min 55 s | 1-0 2-0 3-0 3-1 3-2 4-2 5-2 6-2 6-3 | E.Tobiasson (J.Cesky,A.Torgersson) [5-3] 28 min 19 s R.Aimonetto (V.Kara) [5-4] 29 min 31 s D.Duchosal (M.Slupski) [5-4] 57 min 52 s | Arbitrage : M.Mendlowictz |
| S. Petrik        | Gardiens | S. Heinonen                         | | Arbitrage : M.Mendlowictz |
| 12 min           | Pénalités | 10 min                              | | Arbitrage : M.Mendlowictz |
|                  | |                                     | | Arbitrage : M.Mendlowictz |

##### Quarts de finale
Diables Rouges de Briançon contre Pingouins de Morzine-Avoriaz
| 3 mars 2009 | Diables Rouges de Briançon | 4-1 (3-1, 0-0, 1-0) | Pingouins de Morzine-Avoriaz | Patinoire René Froger 2 103 spectateurs |

| Feuille de match | Feuille de match | Feuille de match | Feuille de match                           | Feuille de match |
| ---------------- | --- | ---------------- | ------------------------------------------ | ---------------- |
|                  | 9 min 58 s, Pérez (Terglav, Seikkula) 11 min 11 s, Ladányi (Groleau, Vas) 15 min 25 s, Vas (Groleau, Milovanovič) SN 49 min 22 s, Ladányi (Vas) |                  | 19 min 15 s, L. Tardif (Jestin, J. Zwikel) |                  |
| Tommi Satosaari  | Gardiens | Florian Hardy    |                                            |                  |
| 14 min           | Pénalités | 14 min           |                                            |                  |
|                  | |                  |                                            |                  |

| 4 mars 2009 | Diables Rouges de Briançon | 5-2 (2-0, 1-1, 2-1) | Pingouins de Morzine-Avoriaz | Patinoire René Froger 1 844 spectateurs |

| Feuille de match | Feuille de match | Feuille de match | Feuille de match                                                        | Feuille de match |
| ---------------- | --- | ---------------- | ----------------------------------------------------------------------- | ---------------- |
|                  | 2 min 06 s, Groleau (Raux, Roussin) 9 min 57 s, Terglav (Pérez, Seikkula) 37 min 40 s, Owen (Boldron, Chauvel) 47 min 55 s, Seikkula (Pérez, Terglav) 58 min 47 s, Seikkula (Dufour) cage vide |                  | 25 min 06 s, Gras (Hascoët) 50 min 20 s, B. Dieudé-Fauvel (Jestin) (SN) |                  |
| Tommi Satosaari  | Gardiens | Florian Hardy    |                                                                         |                  |
| 14 min           | Pénalités | 38 min           |                                                                         |                  |
|                  | |                  |                                                                         |                  |

| 6 mars 2009 | Pingouins de Morzine-Avoriaz | 2-5 (0-2, 1-2, 1-1) | Diables Rouges de Briançon | Parc des sports de Morzine |

| Feuille de match | Feuille de match                                           | Feuille de match | Feuille de match | Feuille de match |
| ---------------- | ---------------------------------------------------------- | ---------------- | --- | ---------------- |
|                  | 39 min 53 s, L. Tardif (M. Mille) SN 59 min 59 s, Lebey IN |                  | 3 min 03 s Roussin (Dufour) SN 10 min 17 s, Raux (Lee, Groleau) double SN 25 min 12 s, Terglav (Seikkula) 36 min 51 s, Raux (Ladányi, Chauvel) 50 min 54 s, Terglav (Seikkula) |                  |
| Florian Hardy    | Gardiens                                                   | Tommi Satosaari  | |                  |
|                  |                                                            |                  | |                  |
|                  |                                                            |                  | |                  |

##### Demi-finales
Briançon contre Angers
| 13 mars 2009 | Diables Rouges de Briançon | 4-1 (1-1, 0-0, 3-0) | Ducs d'Angers | Patinoire René Froger 2 097 spectateurs |

| Feuille de match | Feuille de match | Feuille de match | Feuille de match                         | Feuille de match |
| ---------------- | --- | ---------------- | ---------------------------------------- | ---------------- |
|                  | 16 min 22 s, Terglav (Szélig, Vas) 49 min 44 s, Pérez (Milovanovič, Terglav) 53 min 41 s, Roussin (Dufour, Raux) 59 min 33 s, Seikkula (Terglav, Boldron) cage vide |                  | 18 min 44 s, Metsaranta (Vidman, Balúch) |                  |
| Tommi Satosaari  | Gardiens | Ville Koivula    |                                          |                  |
| 4 min            | Pénalités | 10 min           |                                          |                  |
|                  | |                  |                                          |                  |

| 14 mars 2009 | Diables Rouges de Briançon | 5-1 (2-0, 1-0, 2-1) | Ducs d'Angers | Patinoire René Froger |

| Feuille de match            | Feuille de match | Feuille de match | Feuille de match       | Feuille de match |
| --------------------------- | --- | ---------------- | ---------------------- | ---------------- |
|                             | 15 min 39 s, Chauvel (Ladányi, Vas) 17 min 15 s, Roussin (Dufour, Raux) 20 min 39 s, Milovanovič (Terglav, Pérez) 53 min 14 s, Terglav (Seikkula, Pérez) 59 min 08 s, Vas (Dermigny, Larsson) cage vide |                  | 49 min 41 s, Albert IN |                  |
| Tommi Satosaari Andy Foliot | Gardiens | Ville Koivula    |                        |                  |
| 10 min                      | Pénalités | 22 min           |                        |                  |
|                             | |                  |                        |                  |

| 17 mars 2009 | Ducs d'Angers | 4-3 (4-2, 0-0, 0-1) | Diables Rouges de Briançon | Patinoire du Haras |

| Feuille de match | Feuille de match | Feuille de match | Feuille de match                                                                                             | Feuille de match |
| ---------------- | --- | ---------------- | --- | ---------------- |
|                  | 1 min 54 s, Bellemare (Fortier, Mihalik) SN 3 min 03 s, Laprise (Bellemare, Fortier) 8 min 16 s, Metsaranta (Vidman) IN 19 min 33 s, Balúch (Metsaranta, Jodoin) SN |                  | 9 min 53 s, Boldron (Larsson, Rohat) 11 min 05 s, Roussin (Dufour, Terglav) SN 56 min 52 s, Roussin (Dufour) |                  |
| Ville Koivula    | Gardiens | Andy Foliot      | |                  |
| 8 min            | Pénalités | 14 min           | |                  |
|                  | |                  | |                  |

| 18 mars 2009 | Ducs d'Angers | 5-1 (1-0, 3-1, 1-0) | Diables Rouges de Briançon | Patinoire du Haras 1 000 spectateurs |

| Feuille de match | Feuille de match | Feuille de match | Feuille de match                    | Feuille de match |
| ---------------- | --- | ---------------- | ----------------------------------- | ---------------- |
|                  | 15 min 12 s, Laprise (Fortier, Mihalik) SN 27 min 37 s, Bellemare (Balúch, Fortier) double SN 33 min 43 s, Metsaranta (Fortier, Bellemare) 38 min 08 s, Balúch (Vidman, Metsaranta) SN 40 min 08 s, Fortier (Lacroix) |                  | 29 min 42 s, Raux (Roussin, Dufour) |                  |
| Ville Koivula    | Gardiens | Tommi Satosaari  |                                     |                  |
| 16 min           | Pénalités | 18 min           |                                     |                  |
|                  | |                  |                                     |                  |

| 21 mars 2009 | Diables Rouges de Briançon | 5-3 (0-3, 3-0, 2-0) | Ducs d'Angers | Patinoire René Froger 2 164 spectateurs |

| Feuille de match | Feuille de match | Feuille de match | Feuille de match                                                                              | Feuille de match |
| ---------------- | --- | ---------------- | --------------------------------------------------------------------------------------------- | ---------------- |
|                  | Boldron (Owen, Larsson) 29 min 11 s, Ladányi (Terglav, Vas) (SN) 36 min 43 s, Pérez (Ladányi, Vas) (SN) 47 min 33 s, Dufour (Terglav, Raux) 59 min 41 s, Seikkula (Dufour, Owen) cage vide |                  | 2 min 37 s, Bellemare 7 min 57 s, M. Lacroix (Jokinen) 14 min 03 s, M. Lacroix (Laprise) (SN) |                  |
| Tommi Satosaari  | Gardiens | Ville Koivula    |                                                                                               |                  |
| 8 min            | Pénalités | 10 min           |                                                                                               |                  |
|                  | |                  |                                                                                               |                  |

##### Finale
Diables Rouges de Briançon - Brûleurs de loups de Grenoble
| 24 mars 2009 | Diables Rouges de Briançon | 5-2 (1-1, 0-0, 4-1) | Brûleurs de loups de Grenoble | Patinoire René Froger 2 165 spectateurs |

| Feuille de match | Feuille de match | Feuille de match | Feuille de match                                                           | Feuille de match |
| ---------------- | --- | ---------------- | -------------------------------------------------------------------------- | ---------------- |
|                  | 8 min 55 s, Ladányi (Vas, Dufour) (2 x SN) 41 min 51 s, Groleau (Raux, Pérez) (SN) 49 min 51 s, Ladányi (Vas) 57 min 45 s, Seikkula (Terglav, Dufour) (SN) 57 min 52 s, Groleau (Vas) cage vide |                  | 15 min 12 s, Bergstrom (Krayzel, Broz) (2 x SN) 54 min 10 s, Broz (2 x SN) |                  |
| Tommi Satosaari  | Gardiens | Eddy Ferhi       |                                                                            |                  |
| 18 min           | Pénalités | 18 min           |                                                                            |                  |
|                  | |                  |                                                                            |                  |

| 25 mars 2009 | Diables Rouges de Briançon | 0-3 (0-1, 0-1, 0-1) | Brûleurs de loups de Grenoble | Patinoire René Froger 2 168 spectateurs |

| Feuille de match | Feuille de match | Feuille de match | Feuille de match | Feuille de match |
| ---------------- | ---------------- | ---------------- | --- | ---------------- |
|                  |                  |                  | 4 min 26 s, Tartari (Bergström, Hammar) 25 min 43 s, Wallin (Krayzel, Forsander) (SN) 59 min 58 s, Forsander cage vide |                  |
| Tommi Satosaari  | Gardiens         | Eddy Ferhi       | |                  |
| 6 min            | Pénalités        | 12 min           | |                  |
|                  |                  |                  | |                  |

| 27 mars 2009 | Brûleurs de loups de Grenoble | 3-1 (0-0, 1-1, 2-0) | Diables Rouges de Briançon | Patinoire Pôle Sud 3 500 spectateurs |

| Feuille de match | Feuille de match | Feuille de match | Feuille de match                             | Feuille de match |
| ---------------- | --- | ---------------- | -------------------------------------------- | ---------------- |
|                  | 23 min 22 s, Bergström (Broz, Krayzel) (2 x SN) 50 min 54 s, Bergström (Broz, Rouleau) (2 x SN) 59 min 57 s, Hammar (Amar) |                  | 30 min 04 s, Ladányi (Milovanovič, Vas) (SN) |                  |
| Eddy Ferhi       | Gardiens | Tommi Satosaari  |                                              |                  |
| 40 min           | Pénalités | 30 min           |                                              |                  |
|                  | |                  |                                              |                  |

| 28 mars 2009 | Brûleurs de loups de Grenoble | 5-1 (1-0, 2-0, 2-1) | Diables Rouges de Briançon | Patinoire Pôle Sud 3 500 spectateurs |

| Feuille de match | Feuille de match | Feuille de match | Feuille de match                      | Feuille de match |
| ---------------- | --- | ---------------- | ------------------------------------- | ---------------- |
|                  | 13 min 16 s, Rouleau (Šivic, Fleury) 21 min 49 s, Wallin (Broz) (SN) 24 min 11 s, Wallin (Broz) SN 48 min 49 s, Wallin (Krayzel) (SN) 56 min 47 s, Fleury (Forsander, Nilsson) cage vide |                  | 49 min 09 s, Pérez (Roussin, Larsson) |                  |
| Eddy Ferhi       | Gardiens | Tommi Satosaari  |                                       |                  |
| 22 min           | Pénalités | 24 min           |                                       |                  |
|                  | |                  |                                       |                  |

#### Poule de maintien
Le Mont-Blanc s'impose 3 victoires à 1 face à Neuilly-sur-Marne. Le défenseur de l'Avalanche Christian Pouget tire sa révérence à l'issue de la série le 7 mars 2009.
| Date       | Équipe            | Score    | Équipe            | Score par période  |
| 27 février | Mont-Blanc        | 6-2      | Neuilly-sur-Marne | 1-1, 0-5, 0-1      |
| 28 février | Mont-Blanc        | 4-1      | Neuilly-sur-Marne | 3-0, 1-1, 0-0      |
| 6 mars     | Neuilly-sur-Marne | 4-3 (AP) | Mont-Blanc        | 1-1, 0-2, 2-0, 1-0 |
| 7 mars     | Neuilly-sur-Marne | 1-5      | Mont-Blanc        | 1-0, 0-2, 0-3      |

### Bilan de la saison
- Meilleur compteur (trophée Charles-Ramsay) : Jean-François Dufour (Briançon)
- Meilleur joueur français (trophée Albert-Hassler) : Baptiste Amar (Grenoble) et Julien Desrosiers (Rouen)
- Meilleur espoir (trophée Jean-Pierre-Graff) : Anthony Guttig (Dijon)
- Meilleur gardien (trophée Jean-Ferrand) :  Tommi Satosaari (Briançon)
- Meilleur arbitre : Jimmy Bergamelli
- Meilleur entraîneur : Luciano Basile (Briançon)
- Équipe la plus fair-play (trophée Marcel-Claret) : Épinal.

### Effectif champion
| Vainqueurs de la Ligue Magnus Brûleurs de loups de Grenoble | Gardiens de but : 1 Eddy Ferhi, 39 Sébastien Raibon, 88 Lucas Normandon Défenseurs : 5 Baptiste Amar (C), 8 Calle Bergström, 15 Viktor Wallin, 22 Maxime Moisand, 32 Alexandre Rouleau, 44 Antonin Manavian, 87 Teddy Trabichet, 91 Jason Crossman Attaquants : 10 Damien Fleury, 11 Luděk Krayzel (en), 13 Julien Baylacq, 19 Luděk Brož (cs) (A), 20 Jan Hammar , 24 Mitja Sivic, 26 Johan Forsander, 28 Martin Máša (en), 43 Anders Nilsson (de), 73 Christophe Tartari (A), 74 Raphaël Papa, 77 Martin Jansson (de), 89 Matthieu Frécon, 90 Nicolas Arrossamena Entraîneur en chef : Mats Lusth (de). Entraîneur adjoint : Patrick Rolland. |

## Division 1
La saison 2008-2009 est la 37e saison du championnat de France de hockey sur glace première division, antichambre de la Ligue Magnus.
La saison régulière se joue sous forme d'un aller-retour (26 matchs) puis les huit premières équipes participeront aux play-off (avec des quarts de finale) et les deux derniers seront relégués en Division 2 (Valence et Cergy).

### Clubs engagés
- Galaxians d'Amnéville
- Chevaliers du Lac d'Annecy
- Castors d'Avignon
- Boxers de Bordeaux
- Drakkars de Caen
- Jokers de Cergy
- Coqs de Courbevoie
- Rapaces de Gap
- Chiefs de Garges
- Vipers de Montpellier
- Aigles de Nice
- Phénix de Reims
- Lynx de Valence
- Jets de Viry-Essonne

### Saison régulière
Disputée du 13/09/2008 au 28/03/2009.

#### Matchs
| Domicile / Extérieur       | Amnéville | Annecy | Avignon | Bordeaux | Caen | Cergy | Courbevoie | Gap | Garges | Montpellier | Nice | Reims | Valence | Viry |
| Galaxians d'Amnéville      |           | 2-3    | 2-7     | 3-6      | 3-9  | 5-7   | 3-8        | 3-7 | 4-2    | 2-2         | 3-2  | 2-2   | 0-4     | 6-2  |
| Chevaliers du Lac d'Annecy | 5-2       |        | 2-4     | 1-1      | 1-5  | 2-3   | 3-3        | 1-5 | 3-3    | 3-4         | 3-4  | 2-2   | 6-6     | 4-3  |
| Castors d'Avignon          | 4-5       | 7-4    |         | 7-4      | 7-6  | 8-7   | 3-1        | 1-9 | 7-3    | 2-2         | 5-7  | 4-2   | 4-2     | 6-1  |
| Boxers de Bordeaux         | 6-0       | 4-3    | 7-1     |          | 1-4  | 7-3   | 4-3        | 1-5 | 8-5    | 4-1         | 5-5  | 2-0   | 4-5     | 5-2  |
| Drakkars de Caen           | 5-1       | 4-1    | 5-5     | 8-5      |      | 4-2   | 4-3        | 2-2 | 6-1    | 7-2         | 6-2  | 7-4   | 10-0    | 11-3 |
| Jokers de Cergy            | 4-5       | 6-3    | 7-5     | 7-3      | 2-9  |       | 5-5        | 3-8 | 3-1    | 3-3         | 7-1  | 3-7   | 10-5    | 5-3  |
| Coqs de Courbevoie         | 6-3       | 2-2    | 3-5     | 4-5      | 1-2  | 2-6   |            | 2-2 | 4-4    | 2-3         | 3-3  | 8-3   | 3-6     | 10-3 |
| Rapaces de Gap             | 10-2      | 2-4    | 8-3     | 9-2      | 2-0  | 7-2   | 6-1        |     | 6-2    | 9-3         | 9-5  | 5-3   | 11-2    | 5-2  |
| Chiefs de Garges           | 1-4       | 3-2    | 4-5     | 3-4      | 2-13 | 2-8   | 2-5        | 1-7 |        | 2-6         | 1-7  | 3-3   | 2-4     | 6-5  |
| Vipers de Montpellier      | 4-4       | 6-1    | 7-4     | 4-9      | 5-1  | 8-8   | 3-4        | 5-7 | 14-5   |             | 7-3  | 4-1   | 3-1     | 9-1  |
| Aigles de Nice             | 5-5       | 2-4    | 2-7     | 2-8      | 1-10 | 3-3   | 8-1        | 2-3 | 5-2    | 4-3         |      | 4-3   | 3-3     | 2-1  |
| Phénix de Reims            | 4-7       | 2-5    | 7-5     | 3-4      | 5-4  | 5-0   | 3-3        | 3-7 | 4-2    | 2-3         | 2-2  |       | 2-4     | 9-3  |
| Lynx de Valence            | 8-2       | 4-2    | 5-4     | 1-5      | 1-9  | 7-9   | 3-6        | 2-9 | 6-3    | 3-7         | 5-2  | 2-5   |         | 2-1  |
| Jets de Viry-Essonne       | 8-8       | 4-4    | 2-5     | 0-5      | 4-11 | 3-7   | 1-6        | 2-7 | 7-2    | 3-14        | 4-5  | 0-3   | 3-9     |      |

|  | Victoire à domicile |  | Victoire à l'extérieur |

#### Classement
Nota : PJ : parties jouées, V. : victoires, N. : matchs nuls, P. : défaites, Pts : points, Bp : buts pour, Bc : buts contre, Diff : différence de buts.
|     | Équipe                     | PJ | V. | N. | P. | Pts | Bp  | Bc  | Diff  |
| --- | -------------------------- | -- | -- | -- | -- | --- | --- | --- | ----- |
| 1er | Rapaces de Gap             | 26 | 23 | 2  | 1  | 48  | 167 | 59  | + 108 |
| 2e  | Drakkars de Caen           | 26 | 20 | 2  | 4  | 42  | 162 | 66  | + 96  |
| 3e  | Boxers de Bordeaux         | 26 | 17 | 2  | 7  | 36  | 119 | 89  | + 30  |
| 4e  | Vipers de Montpellier      | 26 | 14 | 5  | 7  | 33  | 132 | 95  | + 37  |
| 5e  | Castors d'Avignon          | 26 | 15 | 2  | 9  | 32  | 125 | 114 | + 11  |
| 6e  | Jokers de Cergy            | 26 | 13 | 4  | 9  | 30  | 130 | 121 | + 9   |
| 7e  | Lynx de Valence            | 26 | 12 | 2  | 12 | 26  | 100 | 125 | - 25  |
| 8e  | Aigles de Nice             | 26 | 9  | 6  | 11 | 24  | 91  | 113 | - 22  |
| 9e  | Coqs de Courbevoie         | 26 | 8  | 7  | 11 | 23  | 99  | 95  | + 4   |
| 10e | Phénix de Reims            | 26 | 8  | 5  | 13 | 21  | 89  | 95  | - 6   |
| 11e | Chevaliers du Lac d'Annecy | 26 | 6  | 7  | 13 | 19  | 74  | 93  | - 19  |
| 12e | Galaxians d'Amnéville      | 26 | 7  | 5  | 14 | 19  | 89  | 133 | - 44  |
| 13e | Chiefs de Garges           | 26 | 2  | 3  | 21 | 7   | 69  | 153 | - 84  |
| 14e | Jets de Viry-Essonne       | 26 | 1  | 2  | 23 | 4   | 71  | 166 | - 95  |

### Séries éliminatoires
|  | Quarts de finale      | Quarts de finale |                   |           | Demi-finales | Demi-finales |  |  | Finale | Finale |
|  | Quarts de finale      | Quarts de finale |                   |           | Demi-finales | Demi-finales |  |  | Finale | Finale |
|  |                       |                  |                   |           |              |              |  |  |        |        |
|  |                       |                  |                   |           |              |              |  |  |        |        |
|  |                       |                  |                   |           |              |              |  |  |        |        |
|  | Vipers de Montpellier | 7 (2;5)          |                   |           |              |              |  |  |        |        |
|  | Vipers de Montpellier | 7 (2;5)          |                   |           |              |              |  |  |        |        |
|  | Castors d'Avignon     | 8 (4;4)          |                   |           |              |              |  |  |        |        |
|  | Castors d'Avignon     | 8 (4;4)          | Castors d'Avignon | 4 (4;0)   |              |              |  |  |        |        |
|  |                       |                  | Castors d'Avignon | 4 (4;0)   |              |              |  |  |        |        |
|  |                       | Rapaces de Gap   | 10 (0;10)         |           |              |              |  |  |        |        |
|  | Rapaces de Gap        | Rapaces de Gap   | 10 (0;10)         | 12 (3;9)  |              |              |  |  |        |        |
|  | Rapaces de Gap        |                  |                   | 12 (3;9)  |              |              |  |  |        |        |
|  | Aigles de Nice        | 7 (2;5)          |                   |           |              |              |  |  |        |        |
|  | Aigles de Nice        | 7 (2;5)          | Rapaces de Gap    | 10 (4;6)  |              |              |  |  |        |        |
|  |                       |                  | Rapaces de Gap    | 10 (4;6)  |              |              |  |  |        |        |
|  |                       | Drakkars de Caen | 6 (3;3)           |           |              |              |  |  |        |        |
|  | Drakkars de Caen      | Drakkars de Caen | 6 (3;3)           | 18 (7;11) |              |              |  |  |        |        |
|  | Drakkars de Caen      |                  |                   | 18 (7;11) |              |              |  |  |        |        |
|  | Lynx de Valence       | 7 (4;3)          |                   |           |              |              |  |  |        |        |
|  | Lynx de Valence       | 7 (4;3)          | Drakkars de Caen  | 15 (6;9)  |              |              |  |  |        |        |
|  |                       |                  | Drakkars de Caen  | 15 (6;9)  |              |              |  |  |        |        |
|  |                       | Jokers de Cergy  | 12 (6;6)          |           |              |              |  |  |        |        |
|  | Boxers de Bordeaux    | Jokers de Cergy  | 12 (6;6)          | 5 (2;3)   |              |              |  |  |        |        |
|  | Boxers de Bordeaux    |                  |                   | 5 (2;3)   |              |              |  |  |        |        |
|  | Jokers de Cergy       | 6 (2;4)          |                   |           |              |              |  |  |        |        |
|  | Jokers de Cergy       | 6 (2;4)          |                   |           |              |              |  |  |        |        |

#### Quarts de finale
Vipers de Montpellier contre Castors d'Avignon
| samedi 4 avril 2009 | Castors d'Avignon | 4-2 (1-1, 1-0, 2-1) | Vipers de Montpellier | Palais de la Glace 812 spectateurs |

| Feuille de match | Feuille de match | Feuille de match        | Feuille de match                                                                                    | Feuille de match           |
| ---------------- | --- | ----------------------- | --------------------------------------------------------------------------------------------------- | -------------------------- |
|                  | N. Primout (L. Favret) [5-4] - 8 min 29 s N. Primout (J-F. Pointet) - 22 min 22 s P. Macek (L. Favret, J-F. Pointet) - 42 min 51 s A. Carignan (A. Frasier, P. Macek) [5-4] - 57 min 41 s | 1-0 1-1 2-1 3-1 3-2 4-2 | S. Vernikov (A. Billard, J. Malcek) - 14 min 40 s A. Billard (J. Malcek, S. Vernikov) - 45 min 13 s | Arbitrage : Julien Avavian |
| Johan Scanff     | Gardiens | Robert Marton           | | Arbitrage : Julien Avavian |
| 30 min           | Pénalités | 34 min                  | | Arbitrage : Julien Avavian |
|                  | |                         | | Arbitrage : Julien Avavian |

| samedi 11 avril 2009 | Vipers de Montpellier | 5-4 (1-0, 2-2, 2-2) | Castors d'Avignon | Patinoire Végapolis |

| Feuille de match | Feuille de match | Feuille de match                    | Feuille de match | Feuille de match        |
| ---------------- | --- | ----------------------------------- | --- | ----------------------- |
|                  | M. Allard (J. Dick) - 10 min 42 s T. Dumenil - 25 min 41 s J. Dick (J. Mielonen) [5-4] - 28 min 52 s M. Hanes (A. Billard, J. Malcek) - 44 min 47 s J. Dick (M. Allard) - 45 min 53 s | 1-0 1-1 2-1 2-2 3-2 4-2 5-2 5-3 5-4 | A. Carignan (C. Lauzon, R. Bohme) - 25 min 34 s C. Lauzon - 26 min 40 s A. Carignan (M. Bertrand) - 47 min 11 s C. Lauzon [5-4, Cage vide] - 64 min 38 s | Arbitrage : B. Colleoni |
| Robert Marton    | Gardiens | Johan Scanff                        | | Arbitrage : B. Colleoni |
| 22 min           | Pénalités | 36 min                              | | Arbitrage : B. Colleoni |
|                  | |                                     | | Arbitrage : B. Colleoni |

Rapaces de Gap contre Aigles de Nice
| samedi 4 avril 2009 | Aigles de Nice | 2-3 (1-0, 0-1, 1-2) | Rapaces de Gap | Patinoire Jean Bouin 859 spectateurs |

| Feuille de match | Feuille de match                                                           | Feuille de match    | Feuille de match | Feuille de match          |
| ---------------- | -------------------------------------------------------------------------- | ------------------- | --- | ------------------------- |
|                  | M. Mahaut - 18 min 42 s T. Banas (M. Dubaj, M. Mahaut) [4-3] - 58 min 43 s | 1-0 1-1 1-2 1-3 2-3 | R. Moussier (J. Rambousek, T. Hawkins) - 31 min 27 s K. Hopson (M. Tekel, J. Correia) - 46 min 33 s J. Correia - 48 min 57 s | Arbitrage : Fabrice Hurth |
| Daniel Svedin    | Gardiens                                                                   | Jakub Macek         | | Arbitrage : Fabrice Hurth |
| 28 min           | Pénalités                                                                  | 14 min              | | Arbitrage : Fabrice Hurth |
|                  |                                                                            |                     | | Arbitrage : Fabrice Hurth |

| samedi 11 avril 2009 | Rapaces de Gap | 9-5 (2-0, 4-2, 3-3) | Aigles de Nice | Patinoire Brown-Ferrand 1 385 spectateurs |

| Feuille de match | Feuille de match | Feuille de match                                        | Feuille de match | Feuille de match           |
| ---------------- | --- | ------------------------------------------------------- | --- | -------------------------- |
|                  | J. Charette (R. Jasko, J. Rambousek) - 13 min 00 s T. Hawkins (K. Hopson, J. Correia) [5-4] - 17 min 43 s J. Jelen (K. Hopson) [4-5] - 22 min 42 s J. Jelen (K. Hopson) [5-4] - 27 min 08 s J. Jelen - 34 min 04 s J. Correia (M. Luciak, K. Hopson) [5-4] - 37 min 50 s J. Jelen (M. Tekel, K. Hopson) [5-4] - 40 min 57 s J. Charette (J. Rambousek, R. Moussier) - 45 min 08 s R. Moussier (J. Rambousek) - 51 min 06 s | 1-0 2-0 3-0 3-1 4-1 4-2 5-2 6-2 7-2 7-3 8-3 8-4 9-4 9-5 | A. Macon (T. Bottone) - 24 min 43 s T. Karlsson (J. Eriksson) [5-3] - 30 min 06 s L. Bobik (C. Selin, D. Reiss) - 44 min 39 s R. Peronnard (S. Roy, A. Macon) - 50 min 10 s D. Reiss - 51 min 55 s | Arbitrage : Julien Avavian |
| Jakub Macek      | Gardiens | Daniel Svedin                                           | | Arbitrage : Julien Avavian |
| 18 min           | Pénalités | 18 min                                                  | | Arbitrage : Julien Avavian |
|                  | |                                                         | | Arbitrage : Julien Avavian |

Drakkars de Caen contre Lynx de Valence
| samedi 4 avril 2009 | Lynx de Valence | 4-7 (1-2, 2-2, 1-3) | Drakkars de Caen | Le Polygone 703 spectateurs |

| Feuille de match | Feuille de match | Feuille de match                            | Feuille de match | Feuille de match              |
| ---------------- | --- | ------------------------------------------- | --- | ----------------------------- |
|                  | E. Medeiros (S. Savajol) - 3 min 10 s S. Samson [4-3] - 21 min 13 s A. Pelisse (E. Medeiros, S. Samson) [5-4] - 29 min 51 s D. Alvarez (E. Medeiros, A. Pelisse) - 57 min 02 s | 0-1 1-1 1-2 2-2 2-3 3-3 3-4 3-5 3-6 4-6 4-7 | D. Dostal (A. Gomane, P. Himler) [5-4] - 1 min 14 s J. Janil (S. Vorobel, A. Goetz) - 18 min 37 s R. Mazie (S. Vorobel) - 26 min 58 s C. Geslain (S. Vorobel, A. Goetz) - 32 min 37 s T. Poudrier (J. Prosvic, P. Bennett) - 47 min 25 s C. Geslain (D. Dostal) - 51 min 52 s P. Bennett - 59 min 42 s | Arbitrage : Laurent Vaissaire |
| Jérémy Valentin  | Gardiens | Arnaud Goetz                                | | Arbitrage : Laurent Vaissaire |
| 20 min           | Pénalités | 26 min                                      | | Arbitrage : Laurent Vaissaire |
|                  | |                                             | | Arbitrage : Laurent Vaissaire |

| samedi 11 avril 2009 | Drakkars de Caen | 11-3 (3-0, 5-3, 3-0) | Lynx de Valence | Caen la Mer 1 100 spectateurs |

| Feuille de match  | Feuille de match | Feuille de match                                          | Feuille de match | Feuille de match               |
| ----------------- | --- | --------------------------------------------------------- | --- | ------------------------------ |
|                   | J. Janil (S. Vorobel, J. Prosvic) [5-3] - 1 min 23 s M. Papaux (A. Gomane) [5-4] - 2 min 02 s T. Poudrier (J. Prosvic) - 4 min 20 s K. Da Costa (M. Papaux, P. Himler) - 30 min 58 s T. Poudrier (J. Janil) [4-5] - 31 min 41 s J. Prosvic (S. Vorobel, J. Janil) - 35 min 39 s P. Himler [4-5] - 37 min 17 s P. Himler (O. Vandecandelaere) - 39 min 05 s M. Papaux (R. Chevalier) [5-4] - 48 min 55 s U. Marie (T. Poudrier) - 50 min 18 s J. Prosvic (C. Geslain, T. Poudrier) - 50 min 36 s | 1-0 2-0 3-0 3-1 3-2 3-3 4-3 5-3 6-3 7-3 8-3 9-3 10-3 11-3 | E. Medeiros (S. Savajol) - 21 min 25 s Al. Pelisse (S. Savajol, An. Pelisse) [5-3] - 22 min 37 s S. Samson (An. Pelisse, Al. Pelisse) [5-3] - 27 min 59 s | Arbitrage : Stephane Rousselin |
| Clément Fouquerel | Gardiens | Jérémy Valentin                                           | | Arbitrage : Stephane Rousselin |
| 44 min            | Pénalités | 14 min                                                    | | Arbitrage : Stephane Rousselin |
|                   | |                                                           | | Arbitrage : Stephane Rousselin |

Boxers de Bordeaux contre Jokers de Cergy
| samedi 4 avril 2009 | Jokers de Cergy | 2-2 (1-0, 1-2, 0-0) | Boxers de Bordeaux | Parvis de la Préfecture 521 spectateurs |

| Feuille de match | Feuille de match                                                                                       | Feuille de match  | Feuille de match                                                                               | Feuille de match            |
| ---------------- | --- | ----------------- | ---------------------------------------------------------------------------------------------- | --------------------------- |
|                  | M. Sejna (V. Konopka, O. Viennot) [5-3] - 8 min 53 s R. Fontaine (D. Lapierre, M. Sejna) - 21 min 53 s | 1-0 2-0 2-1 2-2   | J. Majercak (M. Wiart, X. Lassalle) [5-4] - 31 min 59 s N. Courally (C. Lambert) - 37 min 42 s | Arbitrage : Philippe Forget |
| Sylvain Michaud  | Gardiens                                                                                               | Christophe Burnet |                                                                                                | Arbitrage : Philippe Forget |
| 22 min           | Pénalités                                                                                              | 8 min             |                                                                                                | Arbitrage : Philippe Forget |
|                  | |                   |                                                                                                | Arbitrage : Philippe Forget |

| samedi 11 avril 2009 | Boxers de Bordeaux | 3-4 (1-1, 2-2, 0-1) | Jokers de Cergy | Patinoire de Mériadeck 2 850 spectateurs |

| Feuille de match  | Feuille de match                                                                                         | Feuille de match            | Feuille de match | Feuille de match           |
| ----------------- | --- | --------------------------- | --- | -------------------------- |
|                   | C. Lambert (N. Courally, J. Patard) - 8 min 05 s D. Grenier [5-4] - 23 min 58 s D. Grenier - 38 min 20 s | 1-0 1-1 2-1 2-2 2-3 3-3 3-4 | D. Lapierre (S. Gauthier) - 17 min 23 s S. Gauthier - 28 min 25 s S. Gauthier (E. Outin, V. Konopka) - 29 min 32 s S. Gauthier (M. Kara) - 42 min 36 s | Arbitrage : Didier Bocquet |
| Christophe Burnet | Gardiens                                                                                                 | Sylvain Michaud             | | Arbitrage : Didier Bocquet |
| 10 min            | Pénalités                                                                                                | 16 min                      | | Arbitrage : Didier Bocquet |
|                   | |                             | | Arbitrage : Didier Bocquet |

#### Demi-finales
Rapaces de Gap contre Castors d'Avignon
| mardi 14 avril 2009 | Castors d'Avignon | 4-0 (2-0, 0-0, 2-0) | Rapaces de Gap | Palais de la Glace 853 spectateurs |

| Feuille de match | Feuille de match | Feuille de match | Feuille de match | Feuille de match             |
| ---------------- | --- | ---------------- | ---------------- | ---------------------------- |
|                  | G. Ribourg (D. Ribourg) - 11 min 22 s C. Lauzon (A. Frasier) - 19 min 30 s L. Favret (J.F. Pointet, N. Primout) - 43 min 01 s C. Lauzon (N. Primout) [5-4]- 57 min 56 s | 1-0 2-0 3-0 4-0  |                  | Arbitrage : Marc Mendlowictz |
| Johan Scanff     | Gardiens | Jakub Macek      |                  | Arbitrage : Marc Mendlowictz |
| 16 min           | Pénalités | 14 min           |                  | Arbitrage : Marc Mendlowictz |
|                  | |                  |                  | Arbitrage : Marc Mendlowictz |

| samedi 18 avril 2009 | Rapaces de Gap | 10-0 (2-0, 3-0, 5-0) | Castors d'Avignon | Patinoire Jean Bouin 1 826 spectateurs |

| Feuille de match | Feuille de match | Feuille de match                         | Feuille de match | Feuille de match           |
| ---------------- | ---------------- | ---------------------------------------- | ---------------- | -------------------------- |
|                  |                  | 1-0 2-0 3-0 4-0 5-0 6-0 7-0 8-0 9-0 10-0 |                  | Arbitrage : Julien Avavian |
| Jakub Macek      | Gardiens         | Johan Scanff                             |                  | Arbitrage : Julien Avavian |
| 18 min           | Pénalités        | 12 min                                   |                  | Arbitrage : Julien Avavian |
|                  |                  |                                          |                  | Arbitrage : Julien Avavian |

Drakkars de Caen contre Jokers de Cergy
| mardi 14 avril 2009 | Jokers de Cergy | 6-6 (0-3, 3-1, 3-2) | Drakkars de Caen | Parvis de la Préfecture 302 spectateurs |

| Feuille de match | Feuille de match | Feuille de match                                | Feuille de match | Feuille de match         |
| ---------------- | --- | ----------------------------------------------- | --- | ------------------------ |
|                  | D. Lapierre (S. Gauthier, M. Sejna) [5-4]- 31 min 06 s M. Sejna (O. Viennot, V. Konopka) - 32 min 23 s S. Gauthier (M. Sejna) [5-4]- 38 min 18 s O. Viennot (S. Gauthier) - 40 min 08 s O. Viennot (E. Outin, S. Gauthier) [5-4] - 46 min 03 s D. Lapierre - 46 min 52 s | 0-1 0-2 0-3 0-4 1-4 2-4 3-4 4-4 4-5 5-5 6-5 6-6 | J. Prosvic (A. Gomane) - 7 min 19 s M. Papaux (O. Vandecandelaere) - 12 min 26 s S. Vorobel (T. Poudrier, J.Janil) [5-4]- 18 min 42 s J. Prosvic (C. Geslain) - 28 min 15 s J. Prosvic [4-3] - 42 min 10 s J. Avenel (D. Dostal) - 52 min 21 s | Arbitrage : Savice Fabre |
| Sylvain Michaud  | Gardiens | Arnaud Goetz                                    | | Arbitrage : Savice Fabre |
| 45 min           | Pénalités | 28 min                                          | | Arbitrage : Savice Fabre |
|                  | |                                                 | | Arbitrage : Savice Fabre |

| samedi 18 avril 2009 | Drakkars de Caen | 9-6 (5-3, 2-1, 2-2) | Jokers de Cergy | Caen la Mer 1 250 spectateurs |

| Feuille de match  | Feuille de match | Feuille de match                                            | Feuille de match | Feuille de match               |
| ----------------- | ---------------- | ----------------------------------------------------------- | ---------------- | ------------------------------ |
|                   |                  | 1-0 2-0 2-1 3-1 4-1 4-2 5-2 5-3 6-3 7-3 7-4 7-5 7-6 8-6 9-6 |                  | Arbitrage : Alexandre Hauchart |
| Clément Fouquerel | Gardiens         | Sylvain Michaud                                             |                  | Arbitrage : Alexandre Hauchart |
| 14 min            | Pénalités        | 20 min                                                      |                  | Arbitrage : Alexandre Hauchart |
|                   |                  |                                                             |                  | Arbitrage : Alexandre Hauchart |

#### Finale
Rapaces de Gap contre Drakkars de Caen
| mardi 21 avril 2009 | Drakkars de Caen | 3-4 (1-0, 2-0, 0-4) | Rapaces de Gap | Caen la Mer 1 400 spectateurs |

| Feuille de match | Feuille de match | Feuille de match            | Feuille de match | Feuille de match         |
| ---------------- | ---------------- | --------------------------- | ---------------- | ------------------------ |
|                  |                  | 1-0 2-0 3-0 3-1 3-2 3-3 3-4 |                  | Arbitrage : Damien Bliek |
| Arnaud Goetz     | Gardiens         | Jakub Macek                 |                  | Arbitrage : Damien Bliek |
|                  |                  |                             |                  | Arbitrage : Damien Bliek |
|                  |                  |                             |                  | Arbitrage : Damien Bliek |

| samedi 25 avril 2009 | Rapaces de Gap | 6-3 (3-0, 1-0, 2-3) | Drakkars de Caen | Patinoire Brown-Ferrand 1 622 spectateurs |

| Feuille de match | Feuille de match | Feuille de match                    | Feuille de match | Feuille de match         |
| ---------------- | ---------------- | ----------------------------------- | ---------------- | ------------------------ |
|                  |                  | 1-0 2-0 3-0 4-0 4-1 4-2 4-3 5-3 6-3 |                  | Arbitrage : Damien Velay |
| Jakub Macek      | Gardiens         | Arnaud Goetz                        |                  | Arbitrage : Damien Velay |
| 16 min           | Pénalités        | 10 min                              |                  | Arbitrage : Damien Velay |
|                  |                  |                                     |                  | Arbitrage : Damien Velay |

### Statistiques
Pour les significations des abréviations, voir Statistiques du hockey sur glace.
| Nom                | Position | Équipe  | PJ | Buts | Aides | Points | Pun. |
| ------------------ | -------- | ------- | -- | ---- | ----- | ------ | ---- |
| Carl Lauzon        | A        | Avignon | 26 | 37   | 34    | 71     | 38   |
| Sébastien Gauthier | A        | Cergy   | 25 | 38   | 28    | 66     | 65   |
| Jaroslav Prosvic   | A        | Caen    | 26 | 22   | 38    | 60     | 26   |
| Alexandre Carignan | A        | Avignon | 26 | 29   | 30    | 59     | 28   |
| Jiri Jelen         | A        | Gap     | 26 | 22   | 31    | 53     | 38   |

## Division 2
Les vingt équipes sont réparties en 2 poules géographiques Nord et Sud. Elles se rencontrent toutes en match aller-retour (formule championnat) pour une phase de qualification. Une victoire rapporte deux points, un match nul un point et une défaite zéro point. Il n'y a pas de prolongation.
À l'issue de ce championnat, un classement est établi dans chaque poule : les équipes classées aux huit premières places de chacune sont qualifiées pour les séries éliminatoires (playoff).Le vainqueur de la finale est déclaré Champion de France de Division 2; lui et son dauphin accèdent à la Division 1
Les équipes classées aux deux dernières places de chaque poule jouent une poule de maintien à quatre équipes en match aller-retour sous la formule championnat. Les deux dernières équipes du classement final sont reléguées en Division 3.

### Clubs engagés

#### Poule Nord
- Castors d'Asnières
- Athletic Club Boulogne-Billancourt
- Albatros de Brest
- Élans de Champigny
- Vikings de Cherbourg
- Corsaires de Dunkerque
- Peaux-Rouges d’Évry
- Hockey Club de Meudon
- Dragons de Rouen II
- Lions de Wasquehal

#### Poule Sud
- Éléphants de Chambéry
- Dogs de Cholet
- Sangliers Arvernes de Clermont
- Aigles des Pyrénées de Font-Romeu
- Aigles de La Roche-sur-Yon
- Lions de Lyon
- Avalanche Mont-Blanc II
- Scorpions de Mulhouse
- Corsaires de Nantes
- Bélougas de Toulouse

### Résultats

#### Saison régulière

##### Poule Nord

###### Classement
Nota : PJ : parties jouées, V. : victoires, N. : matchs nuls, P. : défaites, Pts : points, Bp : buts pour, Bc : buts contre, Diff : différence de buts.
|     | Équipe                             | PJ | V. | N. | P. | Pts | Bp  | Bc  | Diff |
| --- | ---------------------------------- | -- | -- | -- | -- | --- | --- | --- | ---- |
| 1er | Albatros de Brest                  | 18 | 16 | 2  | 0  | 34  | 209 | 44  | +165 |
| 2e  | Corsaires de Dunkerque             | 18 | 14 | 1  | 3  | 29  | 96  | 60  | +36  |
| 3e  | Dragons de Rouen II                | 18 | 10 | 3  | 5  | 23  | 85  | 55  | +30  |
| 4e  | Hockey Club de Meudon              | 18 | 7  | 3  | 8  | 17  | 71  | 108 | -37  |
| 5e  | Lions de Wasquehal                 | 18 | 7  | 3  | 8  | 17  | 76  | 93  | -17  |
| 6e  | Castors d'Asnières                 | 18 | 8  | 1  | 9  | 17  | 79  | 78  | +1   |
| 7e  | Élans de Champigny                 | 18 | 7  | 2  | 9  | 16  | 68  | 89  | -21  |
| 8e  | Peaux-Rouges d’Évry                | 18 | 7  | 1  | 10 | 15  | 84  | 99  | -15  |
| 9e  | Athletic Club Boulogne-Billancourt | 18 | 2  | 3  | 13 | 7   | 74  | 145 | -71  |
| 10e | Vikings de Cherbourg               | 18 | 2  | 1  | 15 | 5   | 73  | 144 | -71  |

##### Poule Sud

###### Classement
|     | Équipe                            | PJ | V. | N. | P. | Pts | Bp  | Bc  | Diff |
| --- | --------------------------------- | -- | -- | -- | -- | --- | --- | --- | ---- |
| 1er | Dogs de Cholet                    | 18 | 14 | 2  | 2  | 30  | 128 | 44  | +84  |
| 2e  | Lions de Lyon                     | 18 | 14 | 1  | 3  | 29  | 94  | 35  | +59  |
| 3e  | Scorpions de Mulhouse             | 18 | 11 | 2  | 5  | 24  | 115 | 68  | +43  |
| 4e  | Aigles de La Roche-sur-Yon        | 18 | 7  | 3  | 8  | 17  | 73  | 70  | +3   |
| 5e  | Éléphants de Chambéry             | 18 | 7  | 2  | 9  | 16  | 60  | 76  | -16  |
| 6e  | Bélougas de Toulouse              | 18 | 7  | 2  | 9  | 16  | 68  | 94  | -26  |
| 7e  | Aigles des Pyrénées de Font-Romeu | 18 | 5  | 4  | 9  | 14  | 66  | 99  | -33  |
| 8e  | Sangliers Arvernes de Clermont    | 18 | 5  | 3  | 10 | 13  | 59  | 82  | -23  |
| 9e  | Corsaires de Nantes               | 15 | 5  | 2  | 8  | 12  | 80  | 97  | -17  |
| 10e | Avalanche Mont-Blanc II           | 18 | 4  | 1  | 13 | 9   | 54  | 132 | -78  |

#### Séries éliminatoires
Les séries se jouent en match aller-retour : Le vainqueur est déclaré en fonction de la différence de buts. En cas d'égalité, les équipes disputent une prolongation et, si nécessaire, une épreuve de tirs au but.
Les matchs sont organisés de la façon suivante : Le premier de la poule Nord rencontre le huitième de la poule Sud, le deuxième rencontre le septième et ainsi de suite jusqu'au match opposant le huitième de la poule Nord au premier de la poule Sud.

##### Tableau
|  | Huitièmes de finale                  | Huitièmes de finale           |                           |      | Quarts-de-finale | Quarts-de-finale |  |  | Demi-finales | Demi-finales |  |  | Finale | Finale |
|  |                                      |                               |                           |      |                  |                  |  |  |              |              |  |  |        |        |
|  |                                      |                               |                           |      |                  |                  |  |  |              |              |  |  |        |        |
|  |                                      |                               |                           |      |                  |                  |  |  |              |              |  |  |        |        |
|  | N1 Albatros de Brest                 | 4 9                           |                           |      |                  |                  |  |  |              |              |  |  |        |        |
|  | N1 Albatros de Brest                 | 4 9                           |                           |      |                  |                  |  |  |              |              |  |  |        |        |
|  | S8 Sangliers Arvernes de Clermont    | 1 1                           |                           |      |                  |                  |  |  |              |              |  |  |        |        |
|  | S8 Sangliers Arvernes de Clermont    | 1 1                           | N1 Albatros de Brest      | 8 10 |                  |                  |  |  |              |              |  |  |        |        |
|  |                                      |                               | N1 Albatros de Brest      | 8 10 |                  |                  |  |  |              |              |  |  |        |        |
|  |                                      | S4 Aigles de La Roche-sur-Yon | 3 3                       |      |                  |                  |  |  |              |              |  |  |        |        |
|  | N6 Lions de Wasquehal                | S4 Aigles de La Roche-sur-Yon | 3 3                       | 3 3  |                  |                  |  |  |              |              |  |  |        |        |
|  | N6 Lions de Wasquehal                |                               |                           | 3 3  |                  |                  |  |  |              |              |  |  |        |        |
|  | S4 Aigles de La Roche-sur-Yon        | 6 3                           |                           |      |                  |                  |  |  |              |              |  |  |        |        |
|  | S4 Aigles de La Roche-sur-Yon        | 6 3                           | N1 Albatros de Brest      | 1    |                  |                  |  |  |              |              |  |  |        |        |
|  |                                      |                               | N1 Albatros de Brest      | 1    |                  |                  |  |  |              |              |  |  |        |        |
|  |                                      | S2 Lions de Lyon              | 2                         |      |                  |                  |  |  |              |              |  |  |        |        |
|  | N3 Dragons de Rouen II               | S2 Lions de Lyon              | 2                         | 2 3  |                  |                  |  |  |              |              |  |  |        |        |
|  | N3 Dragons de Rouen II               |                               |                           | 2 3  |                  |                  |  |  |              |              |  |  |        |        |
|  | S6 Bélougas de Toulouse              | 4 2                           |                           |      |                  |                  |  |  |              |              |  |  |        |        |
|  | S6 Bélougas de Toulouse              | 4 2                           | S6 Bélougas de Toulouse   | 2 1  |                  |                  |  |  |              |              |  |  |        |        |
|  |                                      |                               | S6 Bélougas de Toulouse   | 2 1  |                  |                  |  |  |              |              |  |  |        |        |
|  |                                      | S2 Lions de Lyon              | 6 5                       |      |                  |                  |  |  |              |              |  |  |        |        |
|  | N7 Élans de Champigny                | S2 Lions de Lyon              | 6 5                       | 4 2  |                  |                  |  |  |              |              |  |  |        |        |
|  | N7 Élans de Champigny                |                               |                           | 4 2  |                  |                  |  |  |              |              |  |  |        |        |
|  | S2 Lions de Lyon                     | 2 7                           |                           |      |                  |                  |  |  |              |              |  |  |        |        |
|  | S2 Lions de Lyon                     | 2 7                           | Albatros de Brest         |      |                  |                  |  |  |              |              |  |  |        |        |
|  |                                      |                               |                           |      |                  |                  |  |  |              |              |  |  |        |        |
|  |                                      | Scorpions de Mulhouse         |                           |      |                  |                  |  |  |              |              |  |  |        |        |
|  | N2 Corsaires de Dunkerque            | 3 5                           |                           |      |                  |                  |  |  |              |              |  |  |        |        |
|  | N2 Corsaires de Dunkerque            | 3 5                           |                           |      |                  |                  |  |  |              |              |  |  |        |        |
|  | S7 Aigles des Pyrénées de Font-Romeu | 1 2                           |                           |      |                  |                  |  |  |              |              |  |  |        |        |
|  | S7 Aigles des Pyrénées de Font-Romeu | 1 2                           | N2 Corsaires de Dunkerque | 1 2  |                  |                  |  |  |              |              |  |  |        |        |
|  |                                      |                               | N2 Corsaires de Dunkerque | 1 2  |                  |                  |  |  |              |              |  |  |        |        |
|  |                                      | S3 Scorpions de Mulhouse      | 5 2                       |      |                  |                  |  |  |              |              |  |  |        |        |
|  | N5 Castors d'Asnières                | S3 Scorpions de Mulhouse      | 5 2                       | 4 4  |                  |                  |  |  |              |              |  |  |        |        |
|  | N5 Castors d'Asnières                |                               |                           | 4 4  |                  |                  |  |  |              |              |  |  |        |        |
|  | S3 Scorpions de Mulhouse             | 9 5                           |                           |      |                  |                  |  |  |              |              |  |  |        |        |
|  | S3 Scorpions de Mulhouse             | 9 5                           | S3 Scorpions de Mulhouse  | 7    |                  |                  |  |  |              |              |  |  |        |        |
|  |                                      |                               | S3 Scorpions de Mulhouse  | 7    |                  |                  |  |  |              |              |  |  |        |        |
|  |                                      | S1 Dogs de Cholet             | 3                         |      |                  |                  |  |  |              |              |  |  |        |        |
|  | N4 Hockey Club de Meudon             | S1 Dogs de Cholet             | 3                         | 4 2  |                  |                  |  |  |              |              |  |  |        |        |
|  | N4 Hockey Club de Meudon             |                               |                           | 4 2  |                  |                  |  |  |              |              |  |  |        |        |
|  | S5 Éléphants de Chambéry             | 3 5                           |                           |      |                  |                  |  |  |              |              |  |  |        |        |
|  | S5 Éléphants de Chambéry             | 3 5                           | S5 Éléphants de Chambéry  | 2 4  |                  |                  |  |  |              |              |  |  |        |        |
|  |                                      |                               | S5 Éléphants de Chambéry  | 2 4  |                  |                  |  |  |              |              |  |  |        |        |
|  |                                      | S1 Dogs de Cholet             | 7 10                      |      |                  |                  |  |  |              |              |  |  |        |        |
|  | N8 Peaux Rouges d'Evry               | S1 Dogs de Cholet             | 7 10                      | 1 2  |                  |                  |  |  |              |              |  |  |        |        |
|  | N8 Peaux Rouges d'Evry               |                               |                           | 1 2  |                  |                  |  |  |              |              |  |  |        |        |
|  | S1 Dogs de Cholet                    | 10 8                          |                           |      |                  |                  |  |  |              |              |  |  |        |        |
|  | S1 Dogs de Cholet                    | 10 8                          |                           |      |                  |                  |  |  |              |              |  |  |        |        |

#### Poule de maintien

##### Classement
|     | Équipe | PJ | V. | N. | P. | Pts | Bp | Bc | Diff |
| --- | ------ | -- | -- | -- | -- | --- | -- | -- | ---- |
| 1er |        |    |    |    |    |     |    |    |      |
| 2e  |        |    |    |    |    |     |    |    |      |
| 2e  |        |    |    |    |    |     |    |    |      |
| 4e  |        |    |    |    |    |     |    |    |      |

## Division 3

### Formule de la saison
- Première phase : 27 septembre 2008-21 décembre 2009

Les trente équipes sont réparties en 6 poules géographiques dénommées A - B - C - D - E - F. Elles rencontrent chaque équipe de leur groupe en matchs aller-retour (formule championnat). Une victoire rapporte 2 points, un match nul 1 point, une défaite 0 point et un forfait -1 point. Il n'y a pas de prolongations.
Un classement est établi dans chaque poule : les équipes classées aux trois premières places de chaque poule se qualifient pour les « Play-Off », les équipes classées au-delà de la troisième place de chaque poule jouent les « Play-Down ».
- Play-Off :

Les équipes sont réparties en trois poules géographiques de six équipes:
- Groupe G : Les équipes issues des groupes A et B
- Groupe H : Les équipes issues des groupes C et D
- Groupe I : Les équipes issues des groupes E et F

Les équipes affrontent, en matchs aller-retour, chaque équipe de leur groupe. Une fois les « Play-Off » terminés, les premiers de chaque groupe ainsi que le meilleur deuxième se qualifient pour le Carré final.
- Carré final :

L'une des équipes qualifiées organise le Carré final. Les équipes ayant fini à la première place de leur groupe sont dénommées A, B, C selon leurs résultats lors du tour précédent (la meilleure est A, la plus mauvaise est C). L'équipe qui a fini meilleure second est dénommé D.
La programmation du carré final est la suivante :
- Vendredi : B - C puis A - D
- Samedi : B - D puis A - C
- Dimanche : C - D puis A - B

Le vainqueur est sacré Champion de France Division 3. Le champion et son dauphin sont promus en Division 2.
- Play-Down : à déterminer

La formule des « Play-Down » est encore à déterminer.

### Équipes
| Groupe A - Orques d'Anglet - Taureaux de feu de Limoges - Lamas de Niort - Dragons de Poitiers - Diables Noirs de Tours 2 | Groupe B - Coqs de Courbevoie 2 - Docks du Havre - Loups de Louviers - Renards d'Orléans - Cormorans de Rennes | Groupe C - Jokers de Cergy 2 - Lions de Compiègne - Français Volants de Paris - Bisons de Neuilly-sur-Marne 2 - Saint-Ouen Hockey |

| Groupe D - Gaulois de Chalons - Titans de Colmar - Dauphins d'Épinal 2 - Tornado de Luxembourg - Étoile noire de Strasbourg 2 | Groupe E - Castors d'Albertville - Lions de Belfort - Remparts de Besançon - Pingouins de Morzine 2 - Hockey Club Val Vanoise | Groupe F - Castors d'Avignon 2 - Renards de Roanne - Lynx de Valence 2 - Ours de Villard-de-Lans 2 - Boucaniers de Toulon |

### Première Phase
La Première Phase se déroule du 27 septembre 2008 au 27 décembre 2008.

#### Groupe A
| # | Équipe   | PJ | V | N | D | Pts | +   | -   |
| - | -------- | -- | - | - | - | --- | --- | --- |
| 1 | Anglet   | 8  | 8 | 0 | 0 | 16  | 115 | 12  |
| 2 | Poitiers | 8  | 6 | 0 | 2 | 12  | 57  | 23  |
| 3 | Limoges  | 8  | 4 | 0 | 4 | 8   | 39  | 41  |
| 4 | Niort    | 8  | 1 | 0 | 7 | 2   | 24  | 108 |
| 5 | Tours 2  | 8  | 1 | 0 | 5 | 2   | 25  | 76  |

| Domicile / Extérieur | Anglet | Limoges | Niort | Poitiers | Tours 2 |
| Anglet               |        | 10-2    | 22-0  | 8-2      | 13-0    |
| Limoges              | 4-10   |         | 8-2   | 2-6      | 5-2     |
| Niort                | 0-29   | 3-6     |       | 2-13     | 7-5     |
| Poitiers             | 1-7    | 4-2     | 15-1  |          | 4-0     |
| Tours 2              | 3-16   | 4-10    | 10-9  | 1-12     |         |

#### Groupe B
| # | Équipe       | PJ | V | N | D | Pts | +  | -  |
| - | ------------ | -- | - | - | - | --- | -- | -- |
| 1 | Orléans      | 8  | 8 | 0 | 0 | 16  | 83 | 18 |
| 2 | Le Havre     | 8  | 4 | 1 | 3 | 9   | 53 | 42 |
| 3 | Rennes       | 8  | 3 | 1 | 4 | 7   | 43 | 43 |
| 4 | Courbevoie 2 | 8  | 2 | 0 | 6 | 4   | 33 | 63 |
| 5 | Louviers     | 8  | 2 | 0 | 6 | 4   | 36 | 82 |

| Domicile / Extérieur | Courbevoie 2 | Le Havre | Louviers | Orléans | Rennes |
| Courbevoie 2         |              | 2-3      | 13-9     | 3-14    | 5-4    |
| Le Havre             | 10-5         |          | 17-3     | 0-6     | 7-10   |
| Louviers             | 6-2          | 3-6      |          | 3-14    | 1-4    |
| Orléans              | 10-2         | 6-3      | 19-3     |         | 8-2    |
| Rennes               | 7-1          | 7-7      | 7-8      | 2-6     |        |

#### Groupe C
| # | Équipe              | PJ | V | N | D | PTS | +  | -  |
| - | ------------------- | -- | - | - | - | --- | -- | -- |
| 1 | Français Volants    | 8  | 8 | 0 | 0 | 16  | 57 | 7  |
| 2 | Neuilly-sur-Marne 2 | 7  | 4 | 0 | 3 | 8   | 40 | 27 |
| 3 | Cergy 2             | 8  | 4 | 0 | 4 | 8   | 35 | 53 |
| 4 | Compiègne           | 8  | 2 | 0 | 6 | 4   | 22 | 41 |
| 5 | Saint-Ouen          | 7  | 1 | 0 | 6 | 2   | 22 | 48 |

| Domicile / Extérieur | Cergy 2 | Compiègne | FV Paris | Neuilly 2 | Saint-Ouen |
| Cergy 2              |         | 7-4       | 1-7      | 6-5       | 9-3        |
| Compiègne            | 6-4     |           | 0-5      | 1-3       | 5-8        |
| FV Paris             | 12-1    | 3-0       |          | 7-1       | 7-2        |
| Neuilly 2            | 12-2    | 9-3       | 1-3      |           |            |
| Saint-Ouen           | 4-5     | 2-3       | 1-10     | 2-9       |            |

#### Groupe D
| # | Équipe       | PJ | V | N | D | Pts | +  | -  |
| - | ------------ | -- | - | - | - | --- | -- | -- |
| 1 | Strasbourg 2 | 8  | 7 | 0 | 1 | 14  | 44 | 16 |
| 2 | Epinal 2     | 8  | 5 | 0 | 3 | 10  | 38 | 28 |
| 3 | Luxembourg   | 8  | 4 | 0 | 4 | 8   | 27 | 24 |
| 4 | Chalons      | 8  | 2 | 0 | 6 | 4   | 27 | 42 |
| 5 | Colmar       | 8  | 2 | 0 | 6 | 4   | 22 | 38 |

| Domicile / Extérieur | Chalons | Colmar | Épinal 2 | Luxembourg | Strasbourg 2 |
| Chalons              |         | 5-0    | 6-10     | 4-5        | 4-3          |
| Colmar               | 8-5     |        | 2-4      | 3-7        | 1-7          |
| Épinal 2             | 8-1     | 2-4    |          | 5-0        | 2-4          |
| Luxembourg           | 5-2     | 4-3    | 2-3      |            | 4-7          |
| Strasbourg 2         | 3-0     | 4-1    | 6-4      | 7-0        |              |

#### Groupe E
| # | Équipe            | PJ | V | N | D | Pts | +   | -   |
| - | ----------------- | -- | - | - | - | --- | --- | --- |
| 1 | Vanoise           | 8  | 7 | 0 | 1 | 14  | 114 | 25  |
| 2 | Belfort           | 8  | 6 | 0 | 2 | 12  | 99  | 31  |
| 3 | Besançon          | 8  | 3 | 1 | 4 | 7   | 45  | 59  |
| 4 | Morzine-Avoriaz 2 | 8  | 3 | 1 | 4 | 7   | 59  | 56  |
| 5 | Albertville       | 8  | 0 | 0 | 8 | 0   | 12  | 148 |

| Domicile / Extérieur | Albertville | Belfort | Besançon | Morzine 2 | Val Vanoise |
| Albertville          |             | 3-19    | 1-7      | 1-7       | 0-23        |
| Belfort              | 25-1        |         | 11-2     | 17-3      | 4-7         |
| Besançon             | 18-3        | 3-11    |          | 3-3       | 4-15        |
| Morzine 2            | 21-2        | 6-5     | 3-5      |           | 3-15        |
| Val Vanoise          | 28-1        | 6-7     | 12-3     | 8-3       |             |

#### Groupe F
| # | Équipe            | PJ | V | N | D | Pts | +  | -  |
| - | ----------------- | -- | - | - | - | --- | -- | -- |
| 1 | Toulon            | 8  | 8 | 0 | 0 | 16  | 96 | 9  |
| 2 | Villard-de-Lans 2 | 7  | 5 | 0 | 2 | 10  | 57 | 12 |
| 3 | Valence 2         | 7  | 4 | 0 | 3 | 8   | 42 | 49 |
| 4 | Roanne            | 8  | 2 | 0 | 6 | 3   | 25 | 66 |
| 5 | Avignon 2         | 8  | 0 | 0 | 8 | 0   | 11 | 95 |

| Domicile / Extérieur | Avignon 2 | Roanne | Toulon | Valence 2 | Villard 2 |
| Avignon 2            |           | 5-10   | 1-19   | 0-8       | 2-13      |
| Roanne               | 8-0       |        | 0-10   | 2-7       | 0-14      |
| Toulon               | 10-0      | 17-0   |        | 19-3      | 4-2       |
| Valence 2            | 12-3      | 8-5    | 2-13   |           | -         |
| Vilard 2             | 15-0      | 5-0    | 1-4    | 7-2       |           |

### Seconde phase:Play Down

#### Poule G2
| # | Équipe | PJ | V | N | D | Pts | + | - |
| - | ------ | -- | - | - | - | --- | - | - |
| 1 |        |    |   |   |   |     |   |   |
| 2 |        |    |   |   |   |     |   |   |
| 3 |        |    |   |   |   |     |   |   |
| 4 |        |    |   |   |   |     |   |   |

| Domicile / Extérieur | Courbevoie 2 | Louviers | Niort | Tours 2 |
| Courbevoie 2         |              | 7-6      | 14-6  | 9-1     |
| Louviers             | 5-18         |          | 7-4   | 11-9    |
| Niort                |              | 6-7      |       | 1-9     |
| Tours 2              | 4-4          | 5-0      |       |         |

#### Poule H2
| # | Équipe | PJ | V | N | D | Pts | + | - |
| - | ------ | -- | - | - | - | --- | - | - |
| 1 |        |    |   |   |   |     |   |   |
| 2 |        |    |   |   |   |     |   |   |
| 3 |        |    |   |   |   |     |   |   |
| 4 |        |    |   |   |   |     |   |   |

| Domicile / Extérieur | Chalons | Colmar | Compiègne | Saint-Ouen |
| Chalons              |         | 5-0    | 2-6       | 8-1        |
| Colmar               | 3-10    |        | 3-8       |            |
| Compiègne            | 9-7     | 7-2    |           | 3-4        |
| Saint-Ouen           | 3-6     |        | 2-6       |            |

#### Poule I2
| # | Équipe | PJ | V | N | D | Pts | + | - |
| - | ------ | -- | - | - | - | --- | - | - |
| 1 |        |    |   |   |   |     |   |   |
| 2 |        |    |   |   |   |     |   |   |
| 3 |        |    |   |   |   |     |   |   |
| 4 |        |    |   |   |   |     |   |   |

| Domicile / Extérieur | Albertville | Avignon 2 | Belfort | Roanne |
| Albertville          |             |           |         | 4-14   |
| Avignon 2            |             |           | 3-9     | 4-7    |
| Belfort              | 5-0         | 10-2      |         | 6-5    |
| Roanne               | 13-3        | 3-0       |         |        |

### Seconde phase:Play Off

#### Poule G
| # | Équipe                     | PJ | V  | N | D | Pts | +   | -  |
| - | -------------------------- | -- | -- | - | - | --- | --- | -- |
| 1 | Orques d'Anglet            | 10 | 10 | 0 | 0 | 20  | 116 | 20 |
| 2 | Renards d'Orléans          | 10 | 8  | 0 | 2 | 16  | 86  | 26 |
| 3 | Dragons de Poitiers        | 10 | 4  | 2 | 4 | 10  | 45  | 51 |
| 4 | Cormorans de Rennes        | 10 | 2  | 2 | 6 | 6   | 38  | 87 |
| 5 | Taureaux de Feu de Limoges | 10 | 1  | 2 | 7 | 4   | 35  | 96 |
| 6 | Docks du Havre             | 10 | 2  | 0 | 8 | 3   | 36  | 76 |

| Domicile / Extérieur | Anglet | Le Havre | Limoges | Orléans | Poitiers | Rennes |
| Anglet               |        | 5-0      | 23-1    | 3-2     | 9-2      | 17-1   |
| Le Havre             | 2-19   |          | 3-4     | 4-8     | 1-7      | 4-5    |
| Limoges              | 3-15   | 8-10     |         | 2-9     | 1-2      | 6-6    |
| Orléans              | 4-5    | 8-1      | 14-2    |         | 7-5      | 19-1   |
| Poitiers             | 3-13   | 7-4      | 4-4     | 2-5     |          | 11-5   |
| Rennes               | 2-7    | 5-7      | 10-4    | 1-10    | 2-2      |        |

#### Poule H
| # | Équipe | PJ | V | N | D | Pts | + | - |
| - | ------ | -- | - | - | - | --- | - | - |
| 1 |        |    |   |   |   |     |   |   |
| 2 |        |    |   |   |   |     |   |   |
| 3 |        |    |   |   |   |     |   |   |
| 4 |        |    |   |   |   |     |   |   |
| 5 |        |    |   |   |   |     |   |   |
| 6 |        |    |   |   |   |     |   |   |

| Domicile / Extérieur | Cergy 2 | Épinal 2 | Luxembourg | Neuilly 2 | FV Paris | Strasbourg 2 |
| Cergy 2              |         | 2-8      | 2-4        | 7-6       |          | 0-8          |
| Épinal 2             | 4-3     |          | 3-10       | 3-2       | 1-8      |              |
| Luxembourg           | 6-2     | 5-1      |            | 9-6       | 5-4      | 3-5          |
| Neuilly 2            | 14-1    |          | 8-2        |           | 0-6      | 6-3          |
| FV Paris             | 6-1     | 5-2      | 6-3        | 13-0      |          | 4-0          |
| Strasbourg 2         | 5-3     | 5-2      |            | 5-2       | 5-3      |              |

#### Poule I
| # | Équipe | PJ | V | N | D | Pts | + | - |
| - | ------ | -- | - | - | - | --- | - | - |
| 1 |        |    |   |   |   |     |   |   |
| 2 |        |    |   |   |   |     |   |   |
| 3 |        |    |   |   |   |     |   |   |
| 4 |        |    |   |   |   |     |   |   |
| 5 |        |    |   |   |   |     |   |   |

| Domicile / Extérieur | Besançon | Morzine 2 | Toulon | Valence 2 | Vanoise | Villard 2 |
| Besançon             |          | 5-0       | 1-15   | -         | 4-16    |           |
| Morzine 2            |          |           |        | -         | 3-12    | 5-7       |
| Toulon               |          | 14-0      |        | -         | 6-2     | 9-2       |
| Valence 2            | -        | -         | -      |           | -       | -         |
| Vanoise              | 10-2     |           | 5-4    | -         |         | 5-4       |
| Villard 2            | 5-0      | 7-3       | 2-9    | -         | 6-6     |           |

#### Meilleur second
Le quatrième participant au Carré final du championnat est déterminé parmi les seconds de chaque poule. Sont pris en compte les résultats obtenus contre les équipes classées 1re, 2de et 3e de leur poule respective.
| # | Équipe | PJ | V | N | D | Pts | + | - |
| - | ------ | -- | - | - | - | --- | - | - |
| 1 |        |    |   |   |   |     |   |   |
| 2 |        |    |   |   |   |     |   |   |
| 3 |        |    |   |   |   |     |   |   |

### Carré final

#### Équipes participantes
- Orques d'Anglet
- Français Volants de Paris
- Boucaniers de Toulon
- Hockey Club Val Vanoise

#### Calendrier et résultats
| 3 avril 2009 | Boucaniers de Toulon | 5-4 (3-2, 2-1, 0-1) | Français Volants de Paris | Patinoire de la Barre, Anglet 75 spectateurs |

| Feuille de match | Feuille de match | Feuille de match                    | Feuille de match | Feuille de match                            |
| ---------------- | --- | ----------------------------------- | --- | ------------------------------------------- |
|                  | F.Rohacik (M.Coulon) - 0 min 24 s R.Brodeur (F.Rohacik) - 11 min 29 s R.Hübler (R.Cikovsky) - 16 min 31 s F.Rohacik (R.Hübler) (SN) - 28 min 02 s R.Hübler (W.Autran) - 32 min 51 s | 1-0 1-1 1-2 2-2 3-2 3-3 4-3 5-3 5-4 | 0 min 40 s - C.A.Outin (F.Segura) 9 min 21 s - F.Brodin (A.Mazzone) (SN) 22 min 43 s - F.Brodin (A.Mazzone, J.Boulet) (SN) 58 min 48 s - T.MacLean (J.Boulet, A.Mazzone) (SN) | Arbitrage : Laurent Garbay Guillaume Barthe |
| Xavier Bolomier  | Gardiens | Johan Backö                         | | Arbitrage : Laurent Garbay Guillaume Barthe |
| 46 min           | Pénalités | 54 min                              | | Arbitrage : Laurent Garbay Guillaume Barthe |
|                  | |                                     | | Arbitrage : Laurent Garbay Guillaume Barthe |

| 3 avril 2009 | Orques d'Anglet | 12-3 (4-1, 4-0, 4-2) | Bouquetins de Vanoise | Patinoire de la Barre, Anglet 600 spectateurs |

| Feuille de match | Feuille de match | Feuille de match                                                 | Feuille de match | Feuille de match                         |
| ---------------- | --- | ---------------------------------------------------------------- | --- | ---------------------------------------- |
|                  | C.Cantos (S.Rousselin, X.Daramy) (SN) - 6 min 27 s G.Maréchal (P.Bellier) - 6 min 47 s X.Daramy (G.Maréchal, C.Cantos) (SN) - 16 min 38 s M.Saint-Marc (J.M.Larroque, P.Bellier) (SN)- 18 min 54 s C.Cantos (X.Daramy, G.Maréchal) (SN) - 22 min 32 s S.Rousselin (G.Maréchal, P.Bellier) (SN) - 29 min 17 s G.Maréchal (X.Daramy) (IN) - 31 min 55 s G.Maréchal (X.Daramy, P.Bellier) (IN) - 34 min 07 s G.Maréchal (X.Daramy, S.Rousselin) - 43 min 08 s M.Lutaud (M.Saint-Marc, X.Daramy) (SN) - 45 min 49 s X.Daramy (S.Rousselin) - 49 min 07 s C.Cantos (X.Daramy, G.Maréchal) | 1-0 2-0 3-0 4-0 4-1 5-1 6-1 7-1 8-1 9-1 10-1 11-1 11-2 11-3 12-3 | 19 min 04 s - J.Pastore (M.Cyr, T.E.Bjönrberg) (IN) 50 min 54 s - M.Cyr (J.Pastore) (SN) 56 min 43 s - T.E.Björnberg (T.Chardon) | Arbitrage : Vincent Champion Ronan Tomou |
| Franck Dessolain | Gardiens | Tomas Cholinsky                                                  | | Arbitrage : Vincent Champion Ronan Tomou |
| 20 min           | Pénalités | 18 min                                                           | | Arbitrage : Vincent Champion Ronan Tomou |
|                  | |                                                                  | | Arbitrage : Vincent Champion Ronan Tomou |

| 4 avril 2009 | Orques d'Anglet | - | Français Volants de Paris | Patinoire de la Barre, Anglet |

| 4 avril 2009 | Boucaniers de Toulon | - | Bouquetins de Vanoise | Patinoire de la Barre, Anglet |

| 5 avril 2009 | Français Volants de Paris | - | Bouquetins de Vanoise | Patinoire de la Barre, Anglet |

| 5 avril 2009 | Orques d'Anglet | - | Boucaniers de Toulon | Patinoire de la Barre, Anglet |

#### Classement
Nota : PJ : parties jouées, V. : victoires, Vp. : victoires en prolongation, N. : matchs nuls, Pp. : défaites en prolongation, P. : défaites, Pts : points, Bp : buts pour, Bc : buts contre, Diff : différence de buts.
|     | Équipe                    | PJ | V. | Vp. | Pp. | P. | Pts | Bp | Bc | Diff |
| --- | ------------------------- | -- | -- | --- | --- | -- | --- | -- | -- | ---- |
| 1er | Orques d'Anglet           | 3  | 3  | 0   | 0   | 0  | 9   | 30 | 7  | +23  |
| 2e  | Bouquetins de Vanoise     | 3  | 1  | 1   | 0   | 1  | 5   | 12 | 17 | -5   |
| 3e  | Boucaniers de Toulon      | 3  | 1  | 0   | 0   | 2  | 3   | 9  | 22 | -13  |
| 4e  | Français Volants de Paris | 3  | 0  | 0   | 1   | 2  | 1   | 9  | 14 | -5   |

#### Meilleurs pointeurs
| Joueur               | Poste     | Équipe  | PJ | B | A  | Pts | Pun |
| -------------------- | --------- | ------- | -- | - | -- | --- | --- |
| Xavier Daramy        | Attaquant | Anglet  | 3  | 5 | 12 | 17  | 6   |
| Géraud Maréchal      | Attaquant | Anglet  | 3  | 9 | 6  | 15  | 6   |
| Patrice Bellier      | Défenseur | Anglet  | 3  | 0 | 10 | 10  | 6   |
| Sébastien Rousselin  | Attaquant | Anglet  | 3  | 3 | 4  | 7   | 10  |
| Jonathan Pastore     | Attaquant | Vanoise | 3  | 4 | 2  | 6   | 6   |
| Mathieu Cyr          | Attaquant | Vanoise | 3  | 3 | 3  | 6   | 4   |
| Jean-Michel Larroque | Attaquant | Anglet  | 3  | 2 | 4  | 6   | 10  |
| Christophe Cantos    | Défenseur | Anglet  | 3  | 3 | 2  | 5   | 2   |
| Tomas Emil Björnberg | Défenseur | Vanoise | 3  | 2 | 3  | 5   | 8   |
| Filip Rohacik        | Attaquant | Toulon  | 2  | 3 | 1  | 4   | 40  |

#### Bilan
Les Orques d'Anglet sont champions de division 3 et sont promus en division 2.
Les Bouquetins de Vanoise sont également promus en division 2.